# AMX-30
Vous lisez un « bon article » labellisé en 2015.
L'AMX-30 est un char de combat qui a équipé l'armée française pendant plus de trente ans. À partir de 1966, il a été construit à 3 571 exemplaires, versions dérivées comprises. La moitié de la production a été exportée. 1 100 châssis ont été utilisés pour développer d'autres systèmes d'armes sur châssis blindés, tels le char de dépannage AMX-30D, l'automoteur d'artillerie de 155 mm AUF1 ou le véhicule de lancement du missile Pluton.

## Historique

### Le résultat de trois échecs et d'un succès
Le projet AMX-30 arrive dans l'industrie d'armement française après un succès et trois échecs.
Le succès est le char léger AMX-13 qui donne naissance à une série d'engins blindés dont la production se prolonge jusqu'en 1976 et dont les derniers exemplaires ont cessé le service dans les années 1990-2000.
Les échecs sont les trois chars lourds développés par l'industrie d'armement française après la guerre, entre 1945 et 1960 qui connaissent un développement et un service très limités, l'ARL-44, l'AMX-50 et un prototype de char de 25 t Batignolles-Châtillon.

#### Des projets internationaux ambitieux mais aux résultats limités
En 1953, l'UEO crée le groupe de travail FINBEL, nommé d'après les pays adhérents : la France, l'Italie, les Pays-Bas, la Belgique et le Luxembourg. Il a pour mission de rédiger un cahier des charges pour un nouveau char moyen afin de remplacer leurs chars de conception américaine et britannique et remplir le rôle de MBT (Main Battle Tank : char de combat principal). En 1956, l'Allemagne de l'Ouest rejoint le groupe de travail, le transformant en FINABEL (l'ajout du « A » pour « Allemagne » en français). Le 27 octobre 1956, à Colomb-Béchar un accord bilatéral a été conclu entre la France et l'Allemagne pour construire un char en commun selon les spécifications de FINABEL. Le projet est appelé Europa-Panzer pour indiquer sa nature européenne commune et la participation des experts de tous les pays dans le processus de conception.
Les spécifications FINABEL 3A5 décrivent un char de combat léger et mobile, avec une limite de masse à 30 t, compromis entre la capacité du blindage et la vitesse du char.
Lors d'une conférence à Bonn le 12 février 1957, les ingénieurs français et allemands complètent le cahier des charges de ce char, :
- une largeur maximale de 3,15 m ;
- une hauteur de 2,15 m ;
- un canon de calibre 105 mm ;
- un moteur à essence refroidi par air ;
- une suspension à barre de torsion avec amortisseurs hydrauliques ;
- un rapport puissance-poids d'au moins 30 ch (22 kW) / tonne ;
- une autonomie d'au moins 350 km[5].

L'institut franco-allemand de recherches de Saint-Louis commence alors les études. Les Italiens annoncent en mai 1957 qu'ils veulent se joindre au projet bien qu'ils ne possèdent aucun bureau d'études pour participer à sa conception.
Le 28 novembre 1957 à Paris, les ministres français et allemand de la Défense conviennent de produire deux prototypes séparément.
L'année suivante, le projet subit un premier revers. Les accords de Paris, conclus en 1955 et relatifs au réarmement de l'Allemagne, prévoient qu'elle peut bénéficier de l'arme nucléaire à condition qu'elle soit développée dans un pays tiers. La France et l’Allemagne de l’Ouest signent donc le protocole de Colomb-Béchar le 17 janvier 1957, auquel se joint l'Italie par l'accord du 25 novembre 1957, pour étudier en commun le développement d'une arme nucléaire. Mais, le 17 juin 1958, de Gaulle décide de refuser à l'Allemagne de l'Ouest et à l'Italie l'accès à la bombe atomique, officiellement pour ne pas froisser les États-Unis et la Grande-Bretagne, officieusement pour garantir l'indépendance nucléaire française. En représailles, l'Allemagne se désintéresse du projet de char commun.

#### Premiers prototypes communs
Les prototypes français sont développés et produits par l'Atelier de construction d'Issy-les-Moulineaux, sous la direction du général Joseph Molinié, de la Direction des études et fabrications d'armements (DEFA devenue Direction technique des armements terrestres), et de l'ingénieur en chef de l'AMX Heissler. Le premier prototype est achevé en septembre 1960 et testé en février 1961, le deuxième, avec un télémètre amélioré et un train de roulement de meilleure qualité, en juillet 1961. Ces premiers véhicules ont une tourelle très arrondie, dans une imitation délibérée du T-54 soviétique. Ils sont équipés des moteurs à essence fabriqués par la SOFAM. D'autres prototypes, avec une amélioration de la tourelle en fonte lisse, sont fabriqués entre 1961 et 1963.
Les prototypes allemands sont réalisés par deux équipes, une équipe A composée de Porsche, Maschinenbau Kiel (en), Luther & Jordan et Arnold Jung Lokomotivfabrik (en) et une équipe B composée par Ruhrstahl (de), Rheinstahl-Hanomag et Henschel. Des maquettes en bois sont réalisées en 1959, tandis que les deux premiers prototypes terminés par l'équipe A sont achevés en 1961.

#### Fin des accords franco-allemands
L'intention de la France de quitter l'organisation militaire de l'OTAN provoque une rupture entre la France et l'Allemagne de l'Ouest. La République Fédérale se détermine alors pour l'achat de matériel américain pour favoriser une nouvelle normalisation de l'OTAN d'utiliser des moteurs Diesel polycarburants. Le ministre allemand de la Défense Franz Josef Strauß commence à s'opposer au projet commun de char. En juillet 1963, la commission de la défense du Bundestag allemand décide d'adopter un char de production purement nationale. En réponse, le même mois, le gouvernement français prend une décision identique.
Entre août et octobre 1963, des essais comparatifs sont néanmoins maintenus à Mailly-le-Camp, Meppen, Bourges et Satory entre cinq prototypes français d'un char désormais connu sous le nom d'AMX-30 et cinq prototypes allemands, en présence de délégations néerlandaise, belge, italienne et américaine. Les essais indiquent que le modèle de char allemand, qui obtient son nom de Leopard le 1er octobre 1963, présente une meilleure mobilité et une meilleure accélération. Le gouvernement français prend pour prétexte qu'il ne peut se permettre de décider l'acquisition d'un nouveau char avant 1965, tandis que les Allemands refusent d'adopter le canon de 105 mm franco-allemand, et lui préfèrent le canon Royal Ordnance L7. En effet, à l'automne 1962, ils ont déjà ordonné l'achat de 1 500 pièces, malgré le fait que Rheinmetall ne puisse produire un type de munitions communes d'une qualité suffisante. Des suggestions pour construire un char mixte, en combinant la tourelle française avec le châssis allemand, échouent. En conséquence, le programme est annulé, les Français et les Allemands adoptent définitivement leurs deux chars distincts.

#### Premiers prototypes AMX-30
Les prototypes de l'AMX-30 pèsent 32,5 t avec une largeur de 3,1 m comparable au Panzer 61 suisse, et une hauteur de 2,28 m comparable au modèle soviétique T-55. Contrairement à l'AMX-50, l'AMX-30 dispose d'une tourelle conventionnelle, car les tourelles oscillantes ne peuvent garantir l'étanchéité à l'eau lors des franchissements et aux poussières radioactives en cas d'attaque nucléaire. Elles souffrent également d'une plus grande faiblesse balistique au niveau de la jupe et de la tourelle. À l'origine, les deux premiers prototypes sont propulsés par un moteur à allumage commandé de 720 ch (540 kW), nommé SOFAM 12 GS.
Plus tard, un moteur Diesel polycarburant, développé par Hispano-Suiza est adopté. Les sept prototypes de l'AMX-30 en sont alors équipés. Deux autres prototypes, censés être des véhicules de préproduction, sont livrés en novembre 1965. Outre le moteur, le blindage et la tourelle sont modifiés. Les armements reçoivent un nouveau masque qui est à nouveau modifié sur les véhicules de série. Les premières versions produites de l'AMX-30B, nommées ainsi pour les distinguer des prototypes AMX-30A, sont achevés en juin 1966.

### Production
La production de l'AMX-30 a lieu à l'atelier de construction de Roanne, qui dès 1970 se consacre à 45 % à la production de véhicules neufs.
Cette usine de fabrication lourde a été construite pendant la Première Guerre mondiale pour produire des obus d'artillerie, mais à partir de 1952 l'usine a commencé à produire des véhicules de combat blindés dont 1 900 AMX 13 et ses variantes.
L'usine de Roanne est responsable de l'assemblage final, la plupart des composants sont produits ailleurs :
- le groupe motopropulseur par l'atelier de construction de Limoges,
- la tourelle par l'atelier de construction de Tarbes,
- le canon par l'atelier de construction de Bourges,
- le tourelleau et la mitrailleuse en superstructure par la Manufacture d'armes de Saint-Étienne,
- l'optique par les ateliers de construction de Puteaux (APX)[18].

Ces entreprises sous la direction de l'État emploient de nombreux sous traitants. Au cours de la vie de l'AMX-30, elles sont finalement concentrées autour d'un même ensemble industriel GIAT.
À partir de 1966, 10 AMX-30 sont assemblés par mois. Ultérieurement, les usines existantes augmentent leur potentiel de production et de nouvelles usines commencent à fabriquer des composants. La production mensuelle passe à 15-20 chars.
En avril 1969, la production est de nouveau réduite à dix par mois.
Les derniers 35 chars de combat ont été commandés en 1989 par Chypre et les dernières nouvelles variantes de véhicules, un lot de 20 GCT, en 1994 par la France.
La production totale de l'AMX-30 et de ses variantes s'élève à 3 571 unités.

## Caractéristiques de l'AMX-30B

### Description générale
Conçu par les Ateliers de construction d'Issy-les-Moulineaux (AMX), l'AMX-30 est un assemblage d'acier moulé et corroyé. Sa tourelle est moulée d'une seule pièce. Sa caisse est en plaques d'acier soudées. Elle est séparée en trois compartiments, le compartiment de conduite à l'avant, le compartiment de combat au milieu, et celui du moteur à l'arrière .

### Équipage et équipement
L'équipage se compose de quatre hommes. Le pilote est assis à l'avant gauche du châssis et les trois autres membres de l'équipage (le chef de char et le tireur à droite, le radio chargeur à gauche) sont installés dans la tourelle.
Le conducteur est assis à l'avant gauche du véhicule et dispose d'une trappe de blindage qui s'ouvre à gauche et de trois périscopes. Le périscope central, en fonction du modèle de char peut être remplacé par un dispositif d'intensification de lumière Thomson-CSF TH 9478 ou SOPELEM OB-16A. Le système est binoculaire pour la lumière infrarouge de nuit et monoculaire pour la conduite de jour. Le système infra-rouge a un champ de vision de 35° alors que le système de jour a un champ de vision de 24°.
Les trois autres membres d'équipage sont assis dans la tourelle, le chef de char et le tireur à droite et le chargeur / opérateur radio à gauche.
Le chef de char dispose :
- d'un tourelleau TOP 7 avec dix épiscopes pour une vision à 360° et d'une trappe blindée d'une seule pièce qui s'ouvre vers l'arrière. Le tourelleau est contre-rotatif et permet ainsi la rotation de la tourelle alors que le système de visée reste en cible ;
- d'un épiscope SOPELEM M270 à l'avant du tourelleau d'un grossissement de 10 qui permet au chef de char de localiser et d'identifier des objectifs pour amener le canon en cible. Celui-ci comprend une protection blindée et une vitre épaisse derrière laquelle il y a un prisme, mobile en élévation et réfléchissant l'image du terrain vers le système de visée de jour M 267 ou la lunette de vision nocturne OB-23A (grossissement x4, champ de vision 9°) ;
- d'une mitrailleuse de 7,62 ANF 1 couplée à un projecteur infra-rouge PH-9A. Le prisme peut être aussi utilisé pour la visée du canon coaxial de 20 mm auquel cas, la tête du prisme est contrôlée électriquement par l'orientation donnée au canon ;
- d'un télémètre à coïncidence SOPELEM M208 avec un grossissement de 6 et une portée de 600 à 3 500 m ;
- d'un projecteur infrarouge SOPELEM PH-8-B monté sur le côté gauche de la tourelle et coaxial avec l'armement principal. Il a une portée maximum de 2 000 m dans le mode lumière blanche et de 1 000 m dans le mode infrarouge.

Le tireur assis devant et sous le chef de char dispose d'un viseur diurne M271 avec un grossissement de 8 qui peut être remplacé par un viseur nocturne OB-17A. Celui-ci est monté sur le toit de la tourelle. Il a un réticule lumineux, un grossissement de 5,4 et un champ de vision de 7°. Le tireur a aussi deux périscopes à sa disposition.
Le chargeur / opérateur radio est assis à gauche de la tourelle avec, à sa disposition, deux périscopes et une trappe qui s'ouvre vers l'arrière. Une trappe circulaire sur le côté gauche de la tourelle est utilisée pour le ravitaillement en munitions et pour éjecter les douilles vides manuellement.
Le moteur est tout de suite derrière la cloison pare-feu séparant le compartiment moteur du compartiment de combat.

### Un blindage comparativement léger pour favoriser l'agilité et la mobilité
Le concept AMX-30 est fondé sur une survivabilité due à la grande mobilité du char, mobilité qui peut être compromise si on rajoute du surblindage. C'est pourquoi l'AMX-30, tout comme le Leopard 1, possèdent un blindage relativement mince par rapport aux autres chars de combat de la même époque.
| Partie du char           | Epaisseur du blindage | Angle du blindage |
| ------------------------ | --------------------- | ----------------- |
| Avant de la caisse       | 79 mm                 | 70°               |
| Blindage latéral avant   | 59 mm                 | 23°               |
| Blindage latéral arrière | 30 mm                 | 23°               |
| Arrière de la caisse     | 30 mm                 | 0°                |
| Dessus de la caisse      | 15 mm                 | -                 |
| Dessous de la caisse     | 15 mm                 | -                 |
| Avant de la tourelle     | 80,8 mm               | -                 |
| Cotés de la tourelle     | 41,5 mm               | -                 |
| Arrière de la tourelle   | 50 mm                 | -                 |
| Dessus de la tourelle    | 30 mm                 | -                 |

Le blindage offre ainsi une protection contre les obus perforants de calibre 20 mm.

### Protection NRBC
Il bénéficie aussi d'une protection radiologique, nucléaire, biologique et chimique, grâce à un système de ventilation autonome situé dans un boîtier à l'arrière de la tourelle et qui assure une surpression à l'intérieur de l'habitacle de combat. Le char est équipé de deux appareils de décontamination de 2,5 ℓ. Pour détecter les radiations, il dispose d'un radiamètre DOM 410.

### Armement

#### Armement principal

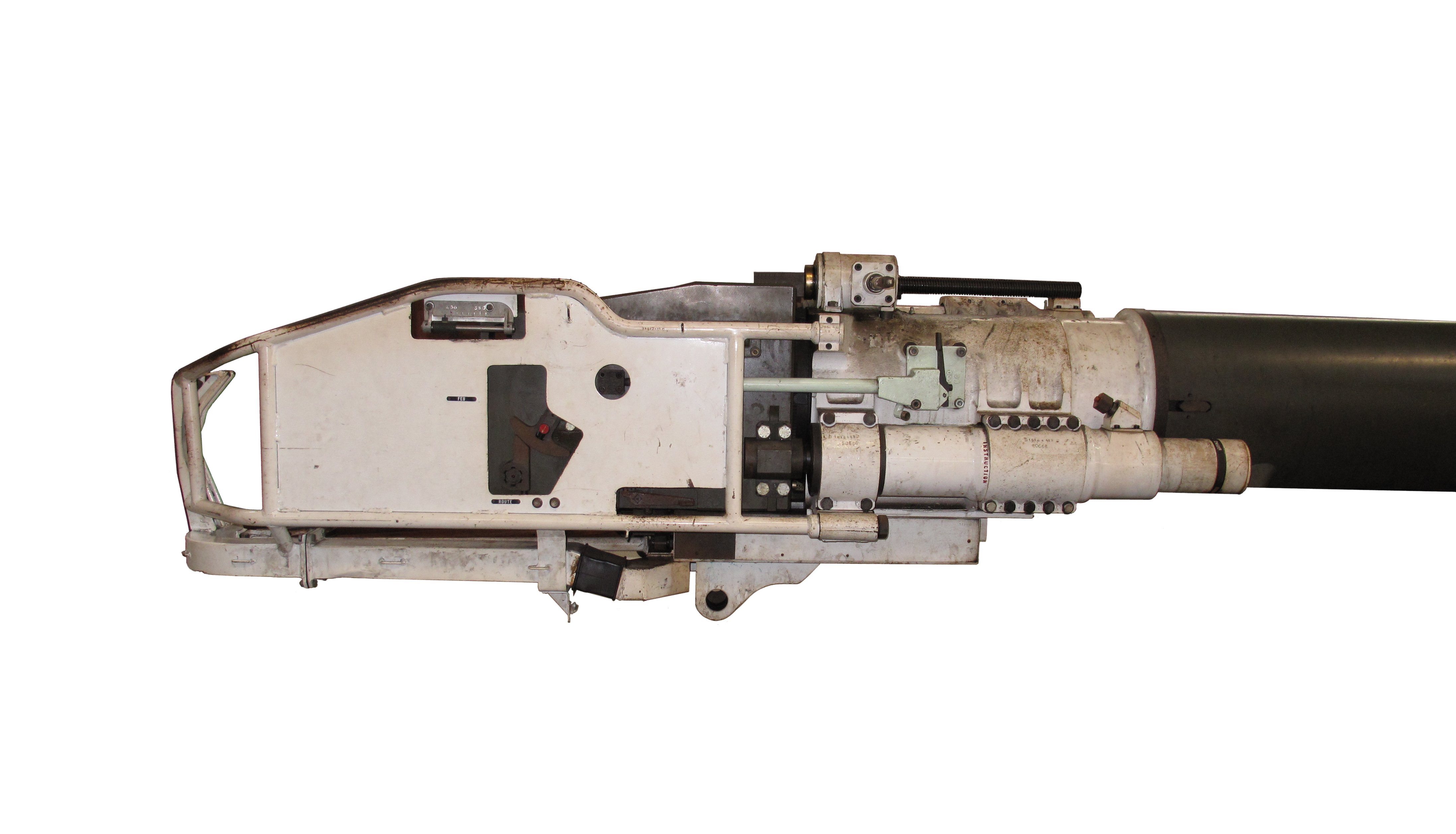
Vue de profil d'un canon 105 mm Modèle F1 armant l'AMX-30.

Un canon GIAT CN-105 F1 à âme rayée d'un calibre de 105 mm en acier monobloc de 105 mm de 56 calibres d'une longueur de 5,9 m. Il a un débattement en angle de −8° à 20°. La hausse de combat standard est de 1 100 m. Il ne dispose pas d'un frein de bouche ni d'un extracteur de fumée. La longueur de recul est de 380 mm lors d'un tir d'obus et son extension maximale est de 400 mm. Il comprend deux freins de tir hydrauliques diamétralement opposés et un récupérateur oléo-pneumatique. Un système d'air pulsé évacue les fumées du canon. Un manchon anti-arcure en magnésium recouvre le tube du canon.
Il dispose d'un système de pointage SAMM CH 27-1S fonctionnant à l'aide de moteurs hydrauliques qui contrôlent l'élévation du canon par un cylindre hydraulique qui sert aussi d'amortisseur et en azimut par un moteur hydraulique. Le tireur dispose de deux poignées de contrôle alors que le chef de char n'a qu'une seule poignée qui peut lui donner priorité sur le tireur.
La télémétrie est opérée par le chef de char qui définit la cible, calcule la distance et transmet par interphone les informations au tireur. Avec l'AMX-30B cette télémétrie est effectuée à l'aide d'un télémètre optique, avec l'AMX-30B2 elle est effectuée par télémètre laser.

#### Armement jumelé
L'armement jumelé est fixé à gauche du canon. Il peut être utilisé synchronisé avec le canon de calibre 105 mm comme marqueur de visée ou pour traiter un objectif qui ne nécessite pas l'usage d'un obus. Il peut être utilisé indépendamment comme arme d'autodéfense ou antiaérienne légère contre des avions lents ou des hélicoptères.
- À l'origine, une mitrailleuse Browning HB M2.
- À partir de 1972, un canon-mitrailleur de calibre 20 mm M693 Mle F2. Sa portée maximum est de 1 500 m. Il peut être activé par le tireur ou le chef de char. Il peut tirer des obus antipersonnel HEI (High Explosive Incendiary) avec une vitesse initiale de 1 050 m/s ou des obus perforants avec une vitesse initiale de 1 250 m/s.

#### Armement sur affût mobile
- Une mitrailleuse de calibre 7,62 mm AN-F1 couplée à un projecteur infrarouge PH-9A d'une portée de 500 m en mode infrarouge et 700 m en mode lumière blanche située dans un support protégé à droite du tourelleau. L'arme a un débattement négatif de −10° à 4°. Elle est mue par un volant situé dans le toit de la tourelle. Elle est fixée sur un affût mobile, lui-même fixé sur le tourelleau, et commandée depuis l'intérieur par le chef de char. Sa portée maximale est de 700 m.
- Deux lance-pots fumigènes disposés de part et d'autre de l'arrière de la tourelle et qui peuvent cacher complètement l'engin en huit secondes complètent sa défense rapprochée.

Pendant la guerre du Golfe, des systèmes lance-leurres infrarouges ont été montés à l'avant de la tourelle pour dévier les armes antichars tirant du haut et des lance-pots fumigènes ou lance-leurres ont été ajoutés de chaque côté.

#### Munitions

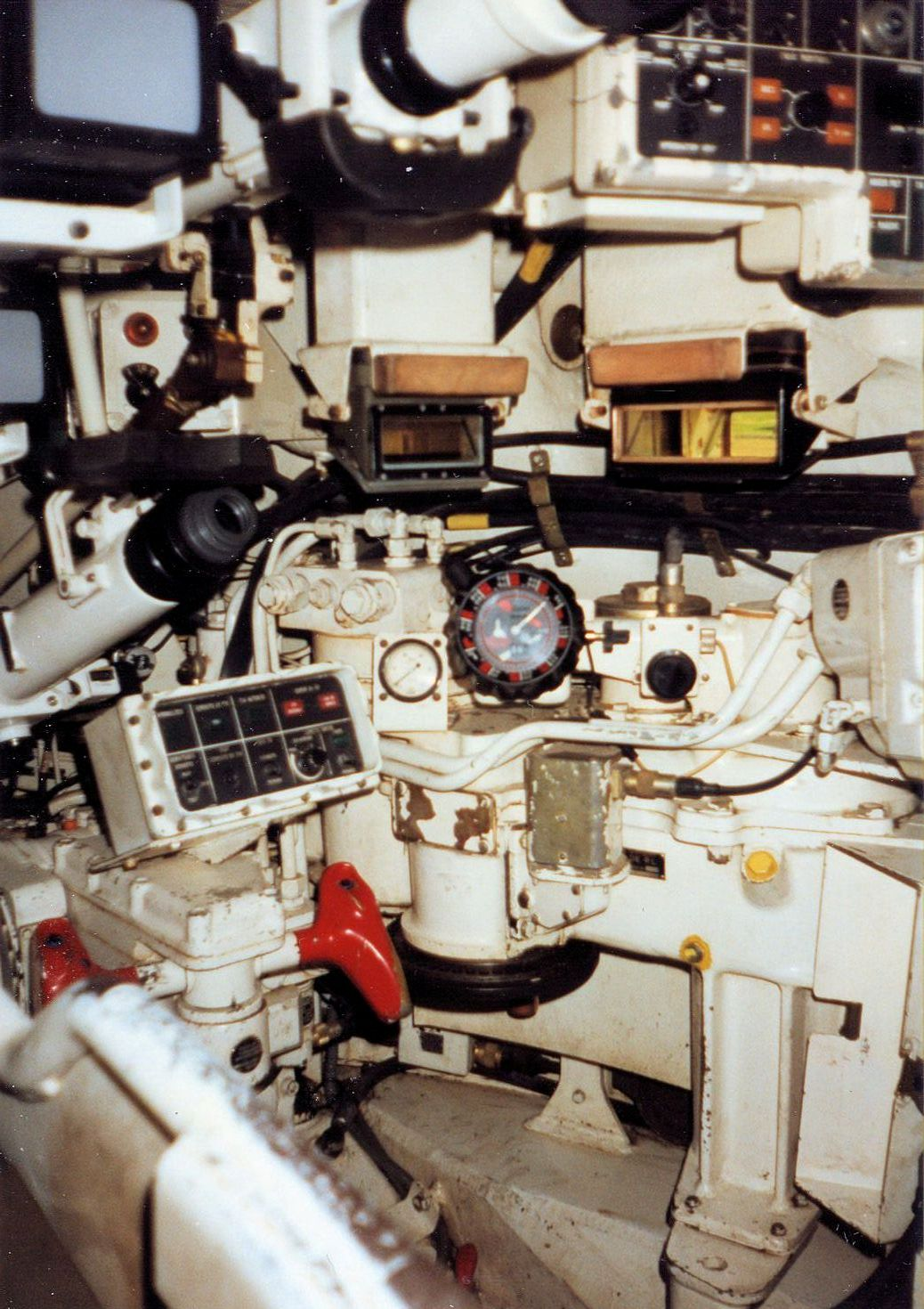
Poste du tireur dans la tourelle d'un AMX-30B2.

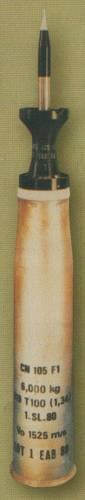
Obus flèche OFL 105 F1.

La grande originalité de l'AMX-30 est l'obus à charge creuse de 105 mm Modèle F1 (OCC 105 F1, Obus-Gessner ou Obus-G) entré en service en 1961 et armant d'abord une version de l'AMX-13. Ce projectile est composé de deux parties, une paroi extérieure et une ogive suspendue par des roulements à billes à l'intérieur de cette paroi,. La paroi extérieure guidée par les rayures du canon tourne à très haute vitesse alors que la paroi intérieure reste stable ce qui permet la stabilisation du projectile par rotation alors que l'ogive reste immobile. La rotation le rend ainsi plus précis qu'un obus explosif avec un empennage normal (APFS : Armour Piercing, Fin stabilized) alors que la charge creuse stabilisée, est beaucoup plus efficace car le dard n'est pas endommagé par la rotation. L'ogive, contenant 780 g d'hexolite, pénètre jusqu'à 400 mm de blindage en acier ou trois mètres de béton. Il est efficace contre les chars jusqu'à 3 000 m. Comme il combine une bonne précision avec une pénétration indépendante de l'angle du blindage, il est considéré à l'époque comme le « coup idéal ».
Le canon de l'AMX-30 a également été conçu pour tirer la munition d'entraînement BSCC F1 (boulet simili charge creuse) et l'obus fumigène « OFUM PH-105 F1 »,.
| B                   | Type                              | Description | Effets | Masse du projectile                           | Vélocité  | Charge explosive                                                  | Type percuteur                | Masse total de la munition | Longueur hors tout                    |
| ------------------- | --------------------------------- | --- | --- | --------------------------------------------- | --------- | ----------------------------------------------------------------- | ----------------------------- | -------------------------- | ------------------------------------- |
| OCC 105 F1 (Obus-G) | Obus à charge creuse              | . | Perce la cible OTAN Simple Char Lourd à toutes distances et ce avec des effets arrière significatifs Longueur perforée en millimètres : 400 mm ou 152 mm sous une incidence de 64° | 10,95 kg                                      | 1 000 m/s | 780 g d'hexolite                                                  | BDZ 70                        | 22,2 kg                    | .                                     |
| BSCC 105 F2         | Boulet simili charge creuse       | Version d'entraînement au tir de l'OCC 105 F1 | . | 10,95 kg                                      | 1 000 m/s | .                                                                 | non équipé                    | 22,2 kg                    | .                                     |
| OE Modèle 60        | Obus explosif                     | . | . | 12,1 kg                                       | 700 m/s   | 2 kg RDX/TNT                                                      | AZ 70 ou M51 ou encore FUI-58 | 21 kg                      | 991 mm, douille en laiton             |
| OFUM PH 105 F1      | Obus fumigène à effet incendiaire | . | Génère un écran de fumée de 75 m de largeur durant 40 secondes | 12,1 kg                                       | 695 m/s   | 1,77 kg de phosphore blanc + un sachet relais de 120 g d'hexolite | FUI-56 ou M51                 | 18,5 kg                    | .                                     |
| OECL 105 F1         | Obus éclairant                    | . | . | .                                             | .         | .                                                                 | .                             | .                          | .                                     |
| OFL 105 F1          | Obus flèche                       | Développé durant les années 1970, prototypes à partir de 1978, production en grande série en 1981 au coût de 6 000 francs français l'unité et entrée en dotation l'année suivante. | Longueur perforée en millimètres à bout portant : 410 mm 370 mm à 1 000 m Perce la cible OTAN Simple Char Lourd à 4 900 m et la cible OTAN Triple Char Lourd à 5 500 m             | 5,8 kg (barreau saboté) 3,8 kg (barreau seul) | 1 525 m/s | non équipé                                                        | non équipé                    | 17,1 kg                    | .                                     |
| OFL 105 G2          | Obus flèche                       | Munition conçue pour le marché de l'exportation, développée à partir de 1987 et qualifiée en 1993. Temps de vol à 2 000 m : 1,38 seconde.                                          | Perce la cible OTAN Simple Char Lourd à 6 800 m et la cible OTAN Triple Char Lourd à 9 400 m Longueur perforée en millimètres à bout portant : 510 mm                              | 6,2 kg (barreau saboté) 4 kg (barreau seul)   | 1 525 m/s | non équipé                                                        | non équipé                    | 18 kg                      | 985 mm, douille en laiton ou en acier |
| OFL 105 G3          | Obus flèche                       | OFL 105 G2 avec une poudre B de chez SNPE, moins énergétique. | Perce la cible OTAN Simple Char Lourd à 6 200 m et la cible OTAN Triple Char Lourd à 7 800 m Longueur perforée en millimètres à la bouche : 535 mm                                 | 6,2 kg (barreau saboté) 4 kg (barreau seul)   | 1 490 m/s | non équipé                                                        | non équipé                    | 18 kg                      | 985 mm, douille en laiton ou en acier |
| OFL 105 F2          | Obus flèche                       | Barreau en uranium appauvri développé à partir de 1988 et produit entre 1995 et 1998                                                                                               | Perce 540 mm d'acier à blindage laminé à 2 000 m | 6,25 kg (barreau saboté)                      | 1 525 m/s | non équipé                                                        | non équipé                    | -                          | 990 mm                                |

L'AMX-30 transporte :
- 47 obus de 105 mm (19 dans la nuque de tourelle et 28 dans la caisse),
- 748 cartouches de 12,7 mm, ou 1 050 obus de 20 mm.
- 2 050 cartouches de 7,62 mm.

### Motorisation
L'AMX-30 de série est équipé d'un moteur Diesel Hispano-Suiza HS-110, situé à l'arrière du char, d'une masse totale de 1 726 kg (moteur nu : 1 426 kg). Ce moteur produit 710 ch (522 kW), offrant une vitesse maximale de 60 km/h sur les routes. Il donne à l'AMX-30 une autonomie sur route de 500 km ou 16 heures de fonctionnement (sur parcours route 20 %, tout-terrain 40 %, fixe 40 %). Les 970 ℓ de carburant sont répartis dans ses six réservoirs. Ils peuvent être remplis sur le terrain en 45 min. Le char nécessite également 138,5 ℓ de lubrifiants (moteur et nourrices 90 ℓ, boîte de vitesses et nourrices 45 ℓ, réducteur de barbotin 3,5 ℓ). Il est fabriqué par Renault et peut fonctionner avec du gazole, de l'essence ou de la paraffine.
Le circuit de refroidissement a deux radiateurs, fabriqués par Chausson, est d'une capacité totale de 100 ℓ de liquide de refroidissement standard. L'air est admis par le haut du châssis dans la partie arrière du char et propulsé vers le bas à travers les radiateurs avec un ventilateur mu par le moteur. La vitesse de rotation du ventilateur dépend de la température du liquide de refroidissement.
Le groupe motopropulseur qui comprend le moteur, un ensemble combiné boite de vitesses / système de conduite et un embrayage peut être extrait en 45 minutes par une équipe de trois hommes.
La transmission a été fortement influencée par celle du char allemand Panther et repose sur un projet commencé en 1938. Elle a été l'un des principaux défauts de l'AMX-30 et a causé une grande variété de problèmes mécaniques. Elle se compose d'un embrayage automatique, d'une boite de vitesses / système de conduite mixte, de freins et de deux arbres de transmission. Dans la version de base, l'embrayage centrifuge Gravina GHB200C est mu électriquement par le levier de vitesses. Le module combiné boite de vitesses / système de conduite contient la boite de vitesses mécanique du modèle AMX 5-SD-200D offre cinq vitesses avant et cinq vitesses arrière grâce à un inverseur non-synchronisé. Le système de direction est à triple différentiel.
Les freins sont hydrauliques et servent aussi de freins de parc. Chaque arbre de transmission comprend des cardans à angle droit et un train épicycloïdal.

### Train de roulement
La suspension à barres de torsion comprend cinq galets de roulement avec poulie de tension à excentrique (diamètre 60 cm) à l'avant et barbotin (diamètre 66,8 cm) à l'arrière. Il y a cinq rouleaux porteurs qui ne soutiennent que l'intérieur de la chenille. Les premiers, deuxièmes, quatrièmes et cinquièmes galets de roulement sont montés sur des bogies. Les premiers et cinquièmes sont montés sur des amortisseurs hydrauliques. Chaque chenille fait 570 mm de large. Elle est de type mixte (acier-patins en caoutchouc) à guidage par denture centrale. Les patins sont changés régulièrement, pour ce faire la chenille est enlevée. Elle pèse 1 580 kg et possède 83 éléments à l'état neuf. Elle offre une longueur de contact au sol de 4,12 m et une pression au sol de 0,77 g/cm2.

### Capacités de franchissement
L'AMX-30 a une garde au sol de 0,44 m.
Il peut grimper une pente maximale de 60 % et a un devers maximum de 30 %. Il peut surmonter un obstacle de 0,93 m et franchir une tranchée de 2,90 m.
Il peut guéer des obstacles jusqu'à 1,3 m d'eau sans préparation, jusqu'à 2 m avec une préparation mineure, et 4 m avec une préparation complète. La préparation complète pour les opérations amphibies ressemble à celle des T62 ou T 72 soviétiques. Elle nécessite :
- qu'un joint d'étanchéité pneumatique soit gonflé à la jonction entre la tourelle et la caisse à l'aide d'un compresseur électrique ;
- qu'un tuba soit ajouté avec un schnorchel,
- que des plaques d'obturation normalement vissées sur le glacis soient apposées sur les grilles d'entrée d'air du compartiment moteur

En 1969, un véhicule de formation à la plongée et à l'évacuation d'urgence est fabriqué. Surnommé l'AMX-30 Gloutte (de l'expression faire glouglou), sans moteur ni chenille. Il est disposé sur une rampe et peut être rapidement descendu dans un réservoir plein d'eau par un treuil. Il est équipé d'un tube d'évacuation.

### Équipement électrique et radio
Le système électrique est sous une tension de 28 V et il est alimenté par huit batteries de 12 V 100 Amp/h disposées en deux groupes de quatre.
Son poste de radio est un TR VP 123 très haute fréquence d'une masse de 12 kg avec un amplificateur AN 84 C et d'une portée maximale, selon les antennes, de 20  à   30 km.

### Autres éléments
Il possède aussi :
- une pompe électrique sur batterie qui sert au ravitaillement en carburant ;
- une pompe de lubrification pneumatique branchée sur le circuit d'air comprimé du char ;
- une prise de courant dans le compartiment du conducteur qui peut être utilisée pour recharger les batteries du char depuis un autre blindé ou pour donner du courant à la pompe électrique ;
- un chauffage ;
- une alarme incendie automatique ;
- des radios et des interphones internes.

À l'arrière, un téléphone est mis à la disposition des fantassins pour communiquer avec l'équipage depuis l'extérieur.

### Améliorations durant la production

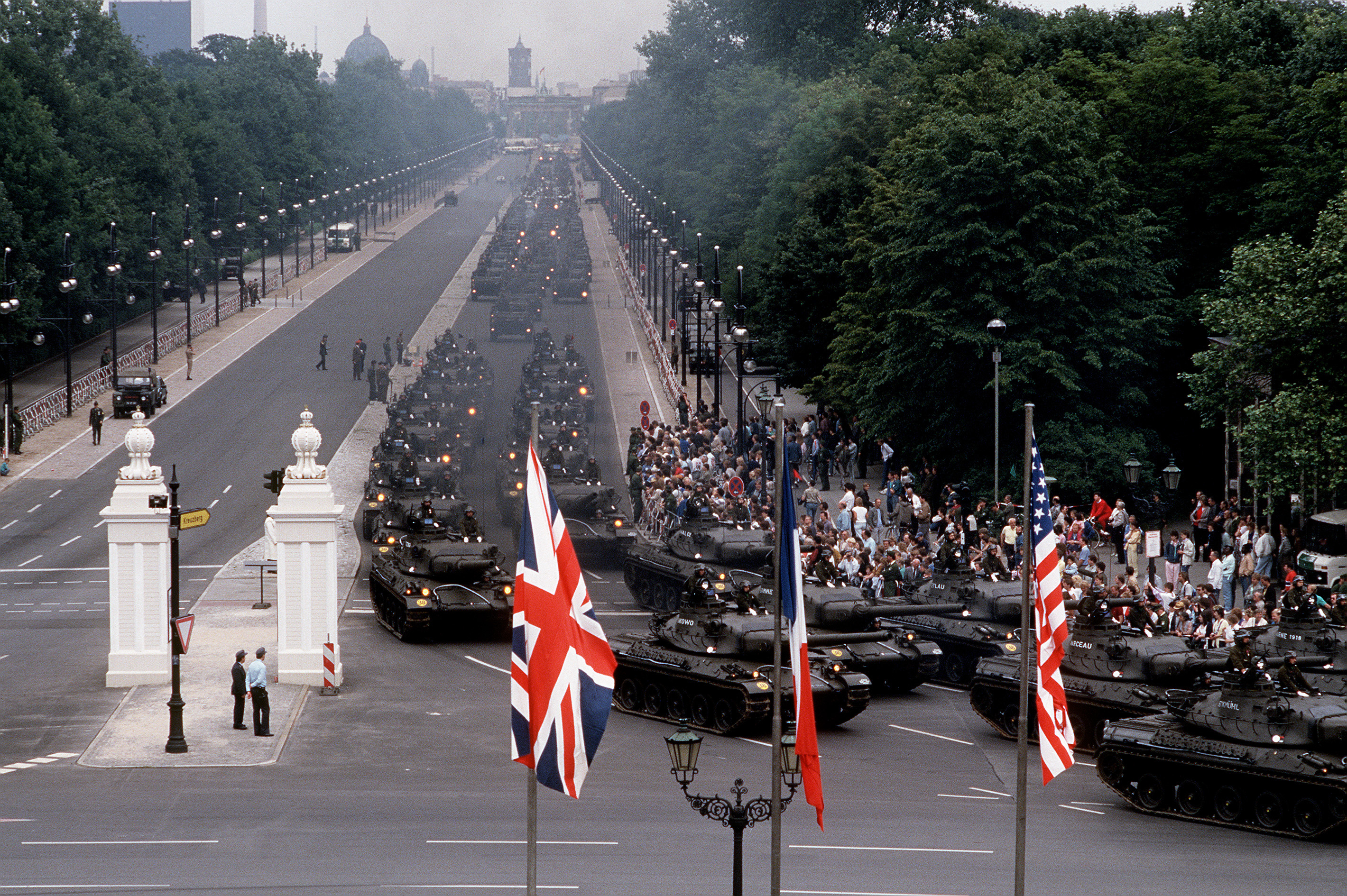
Parade du 11e régiment de chasseurs le 11 juin 1988 lors de la journée des forces alliées à Berlin-Ouest. Au premier plan, des AMX-30B suivis de VAB.

Pendant la production, des améliorations sont apportées :

#### Armement et munitions
À partir de 1972, la mitrailleuse lourde est remplacée par un canon-mitrailleur de 20 mm M693 afin d'augmenter la puissance de feu contre les blindés légers et les hélicoptères, avec la possibilité d'avoir un débattement de −8° à 40°. Tous les véhicules de l'armée française ont été amenés à cette nouvelle norme ; l'appellation est restée AMX-30B. Le système de stabilisation du canon est aussi modernisé.
Dès 1973, sept ans seulement après le début de la production, la France commence un programme de recherche pour une modification du char. Le projet aboutit à un AMX-30 Valorisé.
En juin 1979, l'armée française décide la modernisation des AMX-30 existants sous le nom d'AMX-30B2. Un système de conduite de tir amélioré et une nouvelle boîte de mécanismes sont installés. Les premiers véhicules valorisés sont mis en service en janvier 1982. Les améliorations apportées au système de conduite de tir APX M508 COTAC incluent l'installation d'un télémètre laser et d'une télévision à bas niveau de lumière Thomson CSF DIVT-13A.
En 1981, l'efficacité du canon de 105 mm est améliorée avec l'introduction d'un nouveau type de munition ; l'obus flèche OFL 105 F1 qui comprend un barreau en alliage de tungstène. Les équipages participant à l'opération Daguet les utilisent au combat durant l'opération Tempête du désert en 1991.
À partir de 1988 la caméra Thomson CSF DIVT-13A est remplacée par une caméra thermique DIVT-16 Castor (Caméra Standard Thermique d'Observation et de Reconnaissance) réalisée par Thomson-TRT Défense et installée à droite du canon qui permet la détection des cibles à plus de 5 000 m et leur identification entre 1 000 et 3 000 m,
À partir de 1988, commence le développement d'un obus flèche en uranium appauvri pour l'AMX-30 par Nexter, l'« OFL 105 F2 ». Il s'agit d'un obus flèche avec un barreau en uranium appauvri fabriqué à La Chapelle-Saint-Ursin (Cher) produit entre 1995 et 1998.
Dans les années 1990, le premier type d'obus flèche est remplacé dans les années 1990 par le OFL 105 G2[réf. nécessaire] qui a une masse totale de 18 kg (projectile : 6,2 kg, pénétrateur : 4 kg) et une vitesse initiale de 1 525 m/s.

#### Groupe motopropulseur
Le moteur d'origine est changé contre une variante améliorée, connue sous le nom HS-110-2, produisant 740 ch (bridée à 700 ch). La transmission manuelle est remplacée par une transmission semi-automatique ENC200 de la SESM, avec un convertisseur de couple. La suspension est améliorée par l'adoption de nouvelles barres de torsion et de nouveaux amortisseurs qui augmentent le débattement vertical des galets de roulement, optimisant ainsi la mobilité hors route du char.
À partir de 1998, l'armée française remplace les moteurs des autres AMX-30 et variantes avec 500 moteurs Renault Mack E9 de 750 ch construits aux États-Unis et militarisés par Renault VI à Limoges.

#### Blindage

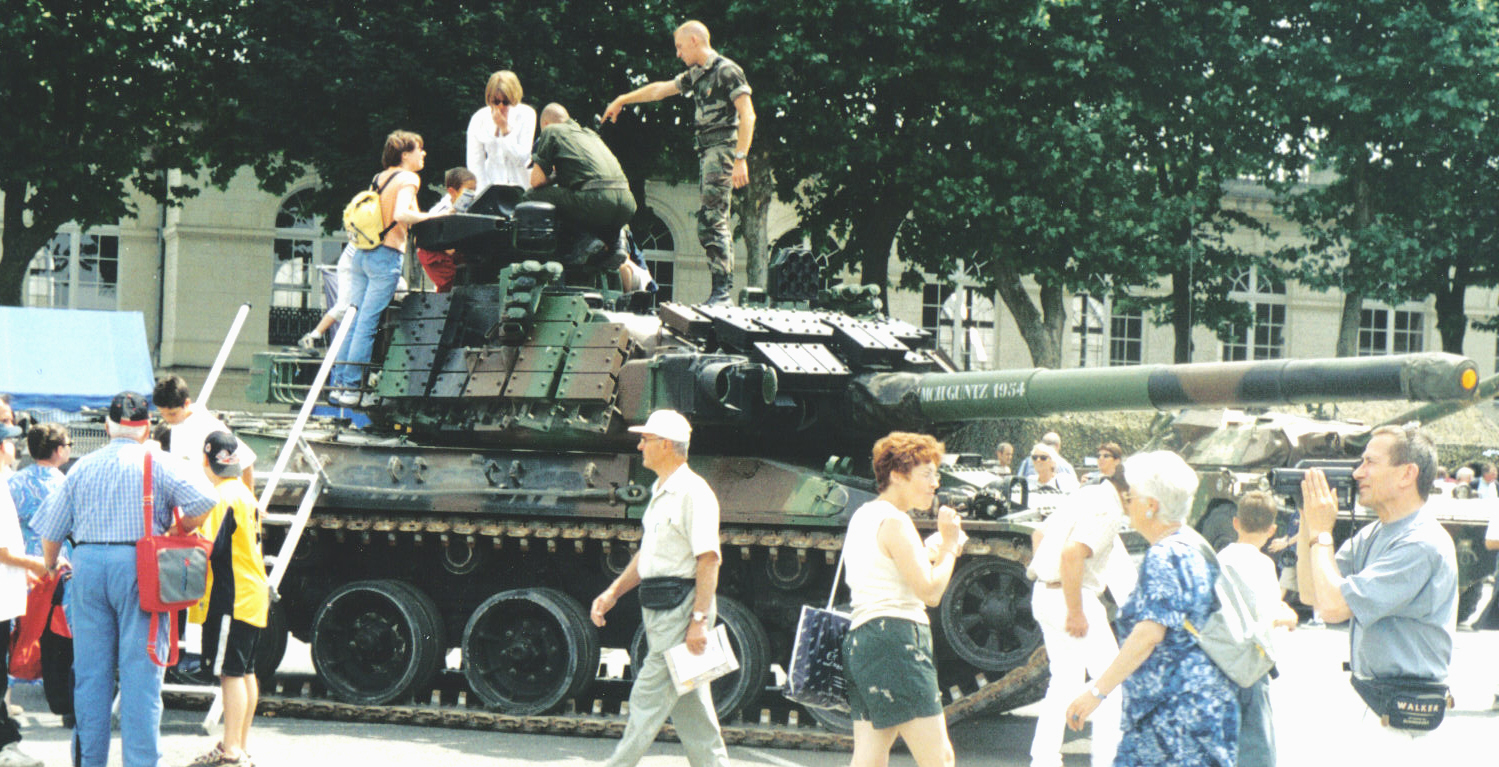
AMX-30B2 dans sa version revalorisée à l'aide de briques de blindage réactif de type DSG2.

Dans les années 1990, un système de blindage réactif, nommé Brenus ou Brennus, a été développé pour l'AMX-30B2, mais n'a été livré qu'à deux régiments de chars, les 1er et 2e régiments de chasseurs, au sein de la force d'action rapide  à partir de 1995 ; les deux autres régiments équipés en AMX-30, les 2e et 5e régiments de dragons, ne reçurent qu'une mise à niveau légère des chars, afin de permettre une éventuelle mise à niveau rapide, en cas d'urgence.
Le système Brenus utilise 112 « GIAT BS G2 » (BS pour Brique de Surblindage qui est une boîte réactive à base d'explosifs) avec une masse totale de 1,7 t, offrant une protection équivalente à 400 mm d'acier à 60°.

#### Détectablilité
Dans les années 1990, l'AMX-30 a également été utilisé comme un banc d'essai pour plusieurs technologies furtives, y compris le refroidissement par air des surfaces de la caisse et l'utilisation de camouflage visuel. Ce prototype est connu sous le nom de Démonstrateur Furtif à Chenille. Sa caisse et la tourelle sont entièrement couverts par une superstructure construite de plaques inclinées en matériau absorbant radar.
Divers systèmes d'armes et de communications peuvent être adaptés à ce char tel le brouilleur de missiles EIREL développé à l'origine pour l’AMX-10RC,.

### Comparaison avec les chars contemporains
|                                      | M60A1                                                  | Leopard 1                                                                | AMX-30B                                                             | T-55                                                | T-62                                                | FV4201 Chieftain Mk. II                                       | Char 61                                                         | Strv 103A                                                                   |
| Pays d'origine                       | États-Unis                                             | Allemagne de l'Ouest                                                     | France                                                              | Union des républiques socialistes soviétiques       | Union des républiques socialistes soviétiques       | Royaume-Uni                                                   | Suisse                                                          | Suède                                                                       |
| Masse en ordre de combat             | 46700 kg (102740 lb)                                   | 40000 kg (88000 lb)                                                      | 36000 kg (79200 lb)                                                 | 36000 kg (79200 lb)                                 | 37000 kg (81400 lb)                                 | 53000 kg (116600 lb)                                          | 39000 kg (85800 lb)                                             | 37700 kg (82940 lb)                                                         |
| Date d'entrée en service             | octobre 1962                                           | septembre 1965                                                           | août 1966                                                           | 1958                                                | juillet 1961                                        | avril 1966                                                    | 1965                                                            | 1967                                                                        |
| Modèle de canon                      | 105 mm M68 rayé                                        | 105 mm L7A3 rayé                                                         | 105 mm CN-105 F1 rayé                                               | 100 mm D-10T2S rayé                                 | 115 mm U-5TS lisse                                  | 120 mm L11 rayé                                               | 105 mm PzKan 61 rayé                                            | 105 mm L74 rayé                                                             |
| Longueur du canon en calibre         | L/52                                                   | L/52                                                                     | L/56                                                                | L/53,5                                              | L/52,6                                              | L/55                                                          | L/52                                                            | L/62                                                                        |
| Vitesse maximale de pointage en site | 24°/s                                                  | 24°/s                                                                    | 24°/s                                                               | 24°/s                                               | 24°/s                                               | 20°/s                                                         | 27°/s                                                           | 20°/s sur de l'asphalte                                                     |
| Dotation en munition                 | 63                                                     | 55                                                                       | 47                                                                  | 43                                                  | 40                                                  | 62                                                            | 56                                                              | 50                                                                          |
| Autonomie sur route                  | 480 km                                                 | 560 km                                                                   | 500 km                                                              | 450 km                                              | 391 km                                              | 500 km                                                        | 250 km                                                          | 240 km                                                                      |
| Puissance moteur                     | 560 kW                                                 | 620 kW                                                                   | 522 kW                                                              | 430 kW                                              | 430 kW                                              | 484 kW                                                        | 463 kW                                                          | 179 kW + 223 kW                                                             |
| Cylindrée                            | 29,3 L                                                 | 37,4 L                                                                   | 28,7 L                                                              | 38,8 L                                              | 38,8 L                                              | 19 L                                                          | 29,9 L                                                          | 6,56 L (Rolls-Royce K60)                                                    |
| Couple maximal                       | 2352 N m                                               | 2744 N m                                                                 | 2078 N m                                                            | 2254 N m                                            | 2354 N m                                            | 2107 N m                                                      | 2205 N m                                                        | 507 N m (Rolls-Royce K60)                                                   |
| Transmission                         | automatique (deux marches avant et une marche arrière) | automatique (quatre marches avant et deux marches arrière)               | manuelle (cinq marches avant et cinq marches arrière par inverseur) | manuelle (cinq marches avant et une marche arrière) | manuelle (cinq marches avant et une marche arrière) | semi-automatique (six marches avant et deux marches arrière)  | semi-automatique (quatre marches avant et deux marches arrière) | automatique (deux marches avant et deux marches arrière)                    |
| Vitesse maximale(sur route)          | 48 km/h                                                | 62 km/h                                                                  | 60 km/h                                                             | 50 km/h                                             | 50 km/h                                             | 43 km/h                                                       | 55 km/h                                                         | 50 km/h                                                                     |
| Vitesse en marche-arrière            | 16 km/h                                                | 24 km/h                                                                  | 60 km/h (avec l'inverseur)                                          | 7 km/h                                              | 7 km/h                                              | 10 km/h                                                       | -                                                               | 50 km/h                                                                     |
| Débattement vertical des suspensions | 292 mm (165 mm compression et 127 mm en détente)       | 383 à 407 mm (de 227 à 279 mm compression et de 128 à 156 mm en détente) | 278 mm (186 mm compression et 92 mm en détente)                     | 150 mm en compression                               | -                                                   | 166 à 242 mm (de 83 à 159 mm compression et 83 mm en détente) | 276 mm (206 mm compression et 70 mm en détente)                 | 179 à 543 mm (de 181 à 324 mm en compression et de 198 à 219 mm en détente) |
| Blindage tourelle                    | équivalent à 254 mm                                    | 60 mm bombée                                                             | 80,8 mm                                                             | 203 mm                                              | 242 mm                                              | 140 mm à 28° (avant-droite) et 250 mm bombé (avant-gauche)    | 165 mm (masque)                                                 | pas de tourelle                                                             |
| Blindage (glacis)                    | 109 mm à 25°                                           | 70 mm à 30°                                                              | 79 mm à 22°                                                         | 97 mm à 32°                                         | 102 mm à 30°                                        | 85 mm à 18°                                                   | équivalent à 120 mm                                             | 40 mm à 12°                                                                 |

## Variantes et systèmes d'armes développés à partir du châssis
L'AMX-30 fait l'objet d'un certain nombre de variantes valorisées ou destinées à l'export. En outre, des systèmes d'armes et des véhicules de tous types sont développés à partir du châssis AMX-30B (Véhicules de dépannage, canons et lanceurs de missiles antiaériens, lanceurs nucléaires, canons automoteurs...). Ce choix du châssis unique dans l'armée française permet d'une part d'avoir une homogénéité dans les véhicules de combat ce qui leur permet d'évoluer ensemble, et d'autre part, elle simplifie la maintenance et la logistique. Toutes les variantes sont basées sur l'AMX-30B, hors l'Engin blindé du génie basé sur l'AMX-30B2.

### Les chars de combat

#### Versions destinées à l'armée française
- AMX-30A : Prototype
- AMX-30B : Première version de l'AMX-30 livrée aux armées (cf. caractéristiques ci-dessus)
- AMX-30B2[61] : Version valorisée de l'AMX-30B, est équipée :
  - d'une nouvelle tourelle T105 M qui comprend
    - une nouvelle conduite de tir automatisée M-508 COTAC APX avec un nouveau système d'asservissement de la tourelle;
    - une lunette de tir pour le tireur M581 qui indique la vitesse horizontale et verticale de l'objectif, capte le dévers, élabore les écarts générés et indique de manière optique la déviation calculée ;
    - un télémètre laser[44] APX M550 ;
    - une télévision à bas niveau de lumière (TVBNL) Thomson CSF DIVT-13A ;

  - d'un moteur optimisé HS-110-2 de 740 ch à 2 600 tr/min.
  - d'une nouvelle transmission semi-automatique ENC200 Minerva de la SESM (Filiale française de Renk AG)
  - d'une suspension à barres de torsion de plus grand diamètre et avec des butées à élastique et des amortisseurs hydrauliques à levier renforcé.

Elle se différencie physiquement de l'AMX-30B par l'absence des optiques de télémétrie de part et d'autre de la tourelle et par la présence d'une protubérance contenant la lunette chef au sommet de la tourelle, au-dessus du tireur.
- AMX-30 ACRA : À la fin des années 1960, un essai est tenté pour produire un AMX-30 équipé d'un canon lisse de calibre 142 mm qui, à l'instar du M60A2 « Starship » est capable de tirer deux types de munition, un obus et un missile antichar guidé par laser. Le missile Anti-Char Rapide Autopropulsé peut atteindre une cible à 3 000 m en 7 secondes. Un prototype est construit en 1967 avec une tourelle moulée plus large pour accueillir le nouveau canon[62]. L'engin est testé entre 1970 et 1974[63]. 500 munitions sont tirées à titre d'essai. Les coûts élevés des missiles et le choix fait en faveur du missile Euromissile HOT comme missile antichar lourd entraînent l'abandon du projet.
- AMX-30 Brenus : Développé à partir de 1998 et ultime évolution de l'AMX-30, le Brenus, est un AMX-30B2 recouvert de 112 briques de blindage réactif « GIAT BS G2 » et doté d'un nouveau moteur polycarburant pour compenser la masse  supplémentaire, le Renault-Mack E9 V8 passe à 750 CV (552 kW)[64]. il reçoit des lance-leurres infrarouges LIR-30 et un lanceur Galix, capable de mettre en œuvre des pots fumigènes ou des leurres en tous genres. Les autres châssis en service bénéficient progressivement de cette nouvelle motorisation.
- AMX-30 Entraînement : AMX-30 dont la tourelle a été enlevée et une cabine pour l'instructeur a été mise en place pour servir de char-école.
- AMX-30 FORAD : version modifiée visuellement pour jouer le rôle de char ennemi lors des entraînements ;
- AMX-30 Rapace : à titre d'essai, un AMX-30 est équipé d'un radar Rapace DR-VT-3, radar doppler à impulsions développé par Électronique Marcel Dassault (EMD) qui détecte un char à 5 000 m et une personne à pied à 2 000 m. Le projet n'a pas de suite[65].

#### Versions destinées à l'export
- AMX-30 Basic : Une version simplifiée du char, sans le phare et le périscope infrarouge et un tourelleau S470, moins complexe, est développée pour l'exportation, et connue sous le nom « AMX-30 Basic ». Cette version est également dépourvue de système NBC de filtration d'air sous pression, et les mitrailleuses ont été déplacées : la mitrailleuse de calibre 7,62 mm a été mise en position coaxiale et la mitrailleuse Browning HB M2 de calibre 12,7 mm a été mise sur le toit de la tourelle[65].
- AMX-30S (S - "Sahara") ; version tropicalisée de l'AMX-30B utilisée par l'Arabie saoudite et le Qatar : le viseur M270 du chef de char est remplacé par le viseur SOPELEM M409 incorporant un télémètre laser ;
- AMX-30C2 : prototype de version modernisée de l'AMX-30B proposée pour le marché de l'exportation comprenant un moteur de 850 ch, une boîte de vitesses automatique LSG 3000, une suspension renforcée avec des amortisseurs améliorés, une conduite de tir numérique permettant le tir sur cible mobile et en marche via l'installation d'un dispositif de stabilisation de la lunette de l'opérateur tourelle ;
- AMX-30E : version fabriquée sous licence en Espagne par l'arsenal Santa Bárbara-Bazán. Elle comprend trois déclinaisons, une initiale et deux améliorées :
  - AMX-30E M1 : cette version n'est requalifiée que de "reconstruction" et comprend :
    - une nouvelle transmission Allison CD-850-6A américaine avec un triple différentiel permettant deux gammes de vitesses automatiques avant et une gamme arrière.
    - de nouveaux freins

  - AMX-30E M2 : cette version est une refonte en profondeur du char et comprend un ensemble appelé Technologia Santa Bárbara-Bazán (Technologie Santa Bárbara-Bazán ou TSB) :
    - un nouveau groupe motopropulseur Diesel MTU 833 Ka-501 de 850 ch (625 kW)
    - une transmission allemande ZF LSG-3000, compatible avec des moteurs allant jusqu'à 1 500 ch (1 103 kW) ;
    - de nouvelles barres de torsion et de nouveaux amortisseurs identiques à ceux de l'AMX-30B2 ;
    - une mitrailleuse Browning HB M2 à la place de la mitrailleuse de calibre 7,62 sur le côté droit du tourelleau ;
    - un nouveau modèle d'obus CETME437A armor-piercing, fin-stabilized discarding sabot (APFSDS) qui améliore la puissance de feu du canon;
    - une nouvelle conduite de tir Mk 9 de chez Hughes Aircraft Company qui permet le tir de jour comme de nuit, qui donne des informations sur les caractéristiques balistiques de l'obus et de la cible (vitesse de déplacement, vitesse du vent, angle d'élévation du canon, angle de roulis et de tangage instantané du char...) et qui permet ainsi au chef de char de choisir les munitions du canon ;
    - un télémètre laser Nd-YAG à la place du télémètre optique
    - un calculateur de trajectoire NSC-800 conçu et produit par la société espagnole INISEL.
    - de nouvelles jupes de protection en acier pour les chenilles ;
    - un nouveau système fumigène lié au moteur ;
    - un nouveau système de lutte contre l'incendie.
- AMX-30 V : AMX-30B livré au Venezuela après la modernisation des années 1980 qui comprend :
  - un moteur Diesel Continental AV1790 (en)-5A de 908 ch et une transmission Detroit Diesel Allison CD 850-6A[Web 18] ;
  - de nouveaux réservoirs de carburant qui permettent d'augmenter l'autonomie sur route du char jusqu'à 720 km ;
  - un système de contrôle de tir moderne Elbit Systems Lansadot MkI[66].

La modernisation a entraîné un allongement important du châssis.
- AMX-32 : En juin 1979, une version destinée à l'exportation est dévoilée sous le nom d'AMX-32 et un prototype est construit. Elle est conçue, au départ, comme une alternative à l'AMX-30B2 mais elle est vite orientée vers l'export. Elle comprend :
  - un blindage dit espacé assemblé par mécano-soudure qui vise à limiter les effets des charges creuses des missiles antichars modernes. Ce concept de blindage espacé a été développé avec succès par les Allemands sur le Leopard 1A3 et A4[67].
  - un canon F1 de 105 mm ou un canon lisse G1 de 120 mm ;
  - une conduite de tir COTAC identique à celle de l'AMX-10RC et capacité de tir en marche à partir de la lunette panoramique du chef de char ;
  - une lunette panoramique stabilisée M527 pour le chef de char ;
  - un moteur HS 110-2 SR optimisé à 800 ch ;

Cependant, le projet n'est suivi ni d'une production en série, ni de vente. 
- AMX-40 : Pour relancer le marché de l'exportation, GIAT développe alors une nouvelle variante avec :
  - Un canon de calibre 120 mm à âme lisse CN120-25 G1 avec une munition à douille combustible ;
  - un blindage espacé ;
  - Une face avant en matériaux composites ;
  - Un nouveau moteur Poyaud V12 X avec une transmission automatique ZF qui lui procure un rapport puissance/poids de 25 ch (18,60 kW) par tonne ;

La masse du nouveau char atteint 40 tonnes avec son nouveau blindage. Les capacités d'emport en munitions sont limitées à 40 coups de calibre 120 mm.
Le prototype est présenté à Satory en 1983, quatre prototypes sont terminés en 1986 et le modèle cesse d'être proposé à l'export en 1990 sans avoir été vendu. Toutefois, l'AMX-40 permet aussi de tester de nouveaux concepts et de nouveaux équipements qui seront employés sur le char Leclerc.

### Le châssis pour lanceurs nucléaires

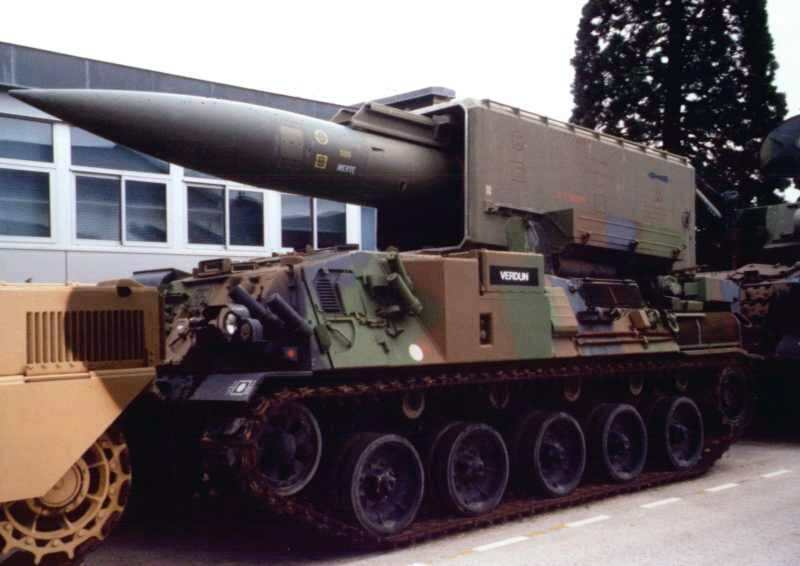
Le tracteur-érecteur-lanceur du missile Pluton.

AMX-30 Pluton : (voir article spécifique) L'armée française commence à développer le missile nucléaire tactique Pluton en 1963. En 1964, le programme est suspendu. Un nouveau contrat pour développer le système est conclu en 1968. Le premier prototype est livré rapidement et les tests ont lieu entre juillet et août 1970, suivis par la production d'un second prototype en 1971. Deux autres prototypes sont fabriqués en 1972. L'année suivante, le véhicule est mis en production de série pour un total de 44 exemplaires de série et le 1er mai 1974 quatre de ces véhicules sont livrés au 3e régiment d'artillerie. 

### Le châssis pour canon automoteur

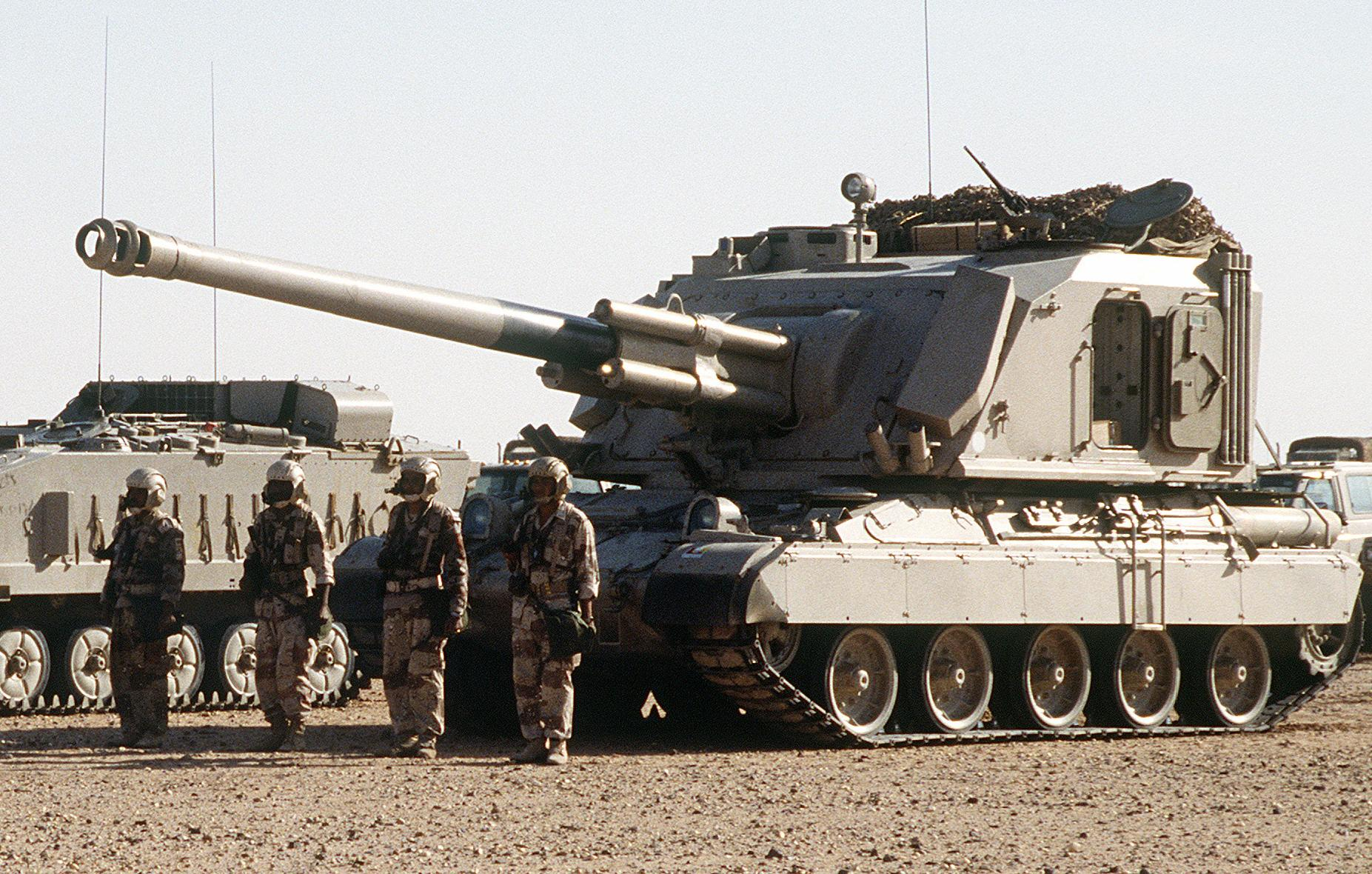
Un GCT en service en Arabie saoudite.

AMX-30 AuF1 : Le châssis de l'AMX-30 est choisi pour le canon d'artillerie automoteur 155 GCT (pour Grande Cadence de Tir) ou l'AMX AuF1. Les origines de la décision de concevoir un canon d'artillerie automoteur remontent à 1969, avec le premier prototype achevé en 1972. En 1979, un total de sept prototypes est produit, et de six véhicules de présérie, suivis par la production de 110 véhicules. Cette commande est portée à 190

### Les châssis pour systèmes d'armes sol-air

#### Canon
- AMX-30SA : avec affût bitube de calibre 30 mm. Un projet de canon antiaérien bitube de calibre 30 mm sur châssis AMX-30 destiné à l'armée française et à l'exportation est étudié à partir de 1969. Par rapport au système monté sur châssis AMX-13, le châssis AMX-30 permet une plus grande mobilité en déplacement, une plus grande stabilité pendant les tirs et une plus grande capacité d'emport en munitions, 1 200 coups au lieu de 600. La France ne commande pas le système. En revanche, en 1975 l'Arabie saoudite s'intéresse au projet sous le nom de AMX-30SA[71] pour se défendre contre les attaques aériennes à basse altitude. Le système qui lui est proposé est identique au modèle français monté sur AMX-13 et ne peut fonctionner que par temps clair. Le système inclut une tourelle S 401 A, deux canons automatiques Hispano-Suiza de calibre 30 mm couplés à un système de contrôle de tir Œil-noir[72].

#### Roquettes antiaériennes
- L'AMX-30 Javelot : À la fin des années 1960, un projet de lance-roquettes multiple de lutte antiaérienne est lancé sous la direction de Thomson-CSF[Web 19]. Les rampes de lancement orientables sur 360° et à fort angle de site sont montées sur le châssis AMX-30. Le système d’armes antiaérien Javelot se compose d’un lance-roquettes de 64 tubes qui lance des roquettes de calibre 40 mm de 1 030 g pourvues d’une propulsion additionnelle sur trajectoire et stabilisées par empennage. Lancées à une vitesse initiale de 600 m/s, elles atteignent 1 100 m/s en fin de phase propulsée. Leur portée est de 2 000 m en 2,8 secondes. La charge de 400 g de la tête militaire peut être déclenchée par une fusée à impact ou une fusée de proximité. L'acquisition de la cible s'effectue par radar. Le guidage peut se faire par radar ou par un système optique. Dans le cas du système optique, un système de poursuite par télévision et un télémètre laser sont nécessaires. Le système tire huit roquettes en huit salves "organisées" dans l’espace (directions de tir différentes) et répétées dans le temps (départ successif de salves), pour s'adapter aux conditions d'approche de l'aéronef ciblé et saturer son espace aérien immédiat. Il lui permet un taux de coups au but très important même sur cibles rapides. Le programme d'un coût de 100 millions de francs français est payé par des investisseurs américains dans le cadre de la coopération "two way street" (échange à double sens[73]). Un prototype est construit et des essais sont menés entre 1970 et 1973 mais le projet est abandonné. Les études Thomson-CSF sont conduites par MM. Billotet et Guilbaud. Le lance-roquettes et les munitions sont étudiées par Thomson-Brandt sous la direction de M. Crepin[74].

#### Le châssis pour lanceur de missiles sol-air
- AMX-30R ou AMX-30 Roland : Le deuxième système de missiles est l'AMX-30R (Roland) système de lancement sol-air, dont le développement a commencé en 1974. Cinq véhicules de présérie ont été livrés en 1977 et ensuite évalués, ce qui déclenche l'achat de 183 véhicules la même année[75]. Le Roland comprend une superstructure rectangulaire, plus grande que celle de l'AMX-30D et du Pluton, qui abrite le système de radar et soutient deux tubes de lancement de chaque côté, avec un système de chargement automatique à partir d'une réserve de huit missiles à l'intérieur de la superstructure. Le radar du Roland dispose d'une gamme de détection de 16 km.

- AMX-30C1 Shahine : Le troisième système de missile, appelé l'AMX-30SA, est développé en 1975 pour l'Arabie saoudite, afin de tirer le SA-10 Shahine, une version du missile sol-air Crotale, développée et fabriquée par Thomson-CSF. Le véhicule de lancement est fortement inspiré de l'AMX-30 Roland[76].

### Les engins du génie

#### Véhicule de combat du génie générique
- AMX-30 EBG F1 : Engin blindé du génie qui comprend trois variantes :
  - AMX 30 EBG F1 : Version d'origine de l'EBG
  - AMX 30 EBG-VAL : Version valorisée de l'EBG mise en service en 2011

#### Véhicule poseur de travure
- AMX-30H poseur de travures. Dès avril 1963, l'armée française exprime le besoin d'acquérir un char transport de travures. La construction d'un prototype commence en juin 1967, se termine en 1968 et son évaluation commence en 1971. La première période d'essais est interrompue en septembre 1971 « en raison de l’état de vétusté du matériel et de son manque de mise au point ». Après une remise à niveau, une nouvelle période d'évaluation débute à compter du 16 octobre 1972, effectuée par la section technique de l'Armée de terre.

À l'origine, il est prévu vingt AMX-30H pour l'armée française, 10 commandés le 28 octobre 1969 et 10 le 22 octobre 1971, et 4 commandés le 14 février 1972 pour l'armée de terre vénézuélienne. La commande française tombe à six unités dont le véhicule de présérie en 1972, tous fabriqués par AMX-APX. Devant les retards du programme, et avec l'arrivée le 22 juillet 1975 du pont automoteur d'accompagnement, quoique non blindé, l'état-major de l'Armée de terre française annonce l’arrêt du développement du programme et déclare qu'il ne verrait que des avantages à ce que les six chars fabriqués à son intention soient exportés. Fin 1975, l'Arabie saoudite précommande quinze AMX-30H ; la commande confirmée est finalement de douze exemplaires pour un montant de 103,8 millions de francs français (soit un char à 11 978 856 francs l'unité, maintenance et documentation) dans le cadre du contrat plus vaste Palmier IV. Le Venezuela accepte de remplacer les quatre AMX-30H de sa précommande par des AMX-30D de dépannage supplémentaires, plus chers. L'Arabie saoudite reçoit donc les cinq véhicules de série français, les quatre vénézuéliens et trois autres spécifiquement construits pour elle. Au total, treize AMX-30H sont finalement construits. Les livraisons commencent le premier trimestre 1976 pour se terminer trente mois plus tard. Le système de pose rapide de travures récupère une partie des recherches pour son développement.
L'AMX-30H se compose du châssis de l'AMX-30 avec une superstructure en forme de boîte, qui soutient un pont de type ciseaux à base de travures pliantes. La masse du char en ordre de marche sans la travure est de 34 t, avec celles-ci, de 42,7 t. Le pont de 22 m peut s'étendre de 20 m sur une coupure. Le pont a une largeur de 3,10 m qui peut être portée à 3,70 m à l'aide de panneaux supplémentaires. Il peut soutenir jusqu'à 46 t.

#### Véhicules de déminage
À l'issue de la guerre du Golfe, l'armée française découvre la pauvreté de ses moyens de déminage. Après avoir paré au plus urgent par une solution transitoire, l'AMX-30 EBD, elle se dote d'un outil spécifique, l'AMX-30DT
- AMX-30 EBD : (Engin blindé de déminage) Dans un premier temps, elle utilise des rouleaux de déminage soviétiques KMT-5 d'origine est-allemande et cédés par la République Fédérale d'Allemagne à l'issue de la réunification. Les six AMX-30 téléguidés pour éviter le traumatisme des équipages lors des explosions des mines sont mis en œuvre par le 6e Régiment Etranger du Génie (6e REG)[77].
- AMX-30DT : Dans un deuxième temps, elle se dote d'un matériel spécifique monté sur un AMX-30B2. L'AMX-30DT permet l'ouverture d'une brèche et son balisage dans un champ de mines, sans exposition de vie humaine, grâce au pilotage de ses fonctions à distance. Il est protégé par des briques de blindage réactif « GIAT BS G2 » comme le Brenus et il est équipé du moteur Mack E9. Le canon de 105 est démonté. Tous les types de mines sont traités (dispersables ou enterrées) grâce à la complémentarité des outils de déminage (charrue Ramta, rouleau Urdan, duplicateur de signature magnétique DEDALE et d'un générateur de champ magnétique DEMETER, d'un système de balisage par jalons Pearson). La fonction cartographique intégrée lui permet de contrôler et diriger jusqu'à 3 opérateurs de télépilotage en simultané. Les servants opèrent sans ligne de vue directe, par retour vidéo de caméras haute sensibilité. La cellule de téléopération est implantée dans un VAB spécialement aménagé. Les fonctions initiales (pilotage et déminage manuels) du véhicule restent disponibles[78].
- AMX-30 SDPMAC : Le système de déminage pyrotechnique pour mines antichars (SDPMAC) monté sur châssis d'EBG a été mis en service en 2008. Il s'agit d'un lance-roquettes israélien CARPET qui permet de neutraliser les mines antichars enfouies ou dispersées au sol. L'effet est obtenu par sympathie grâce à l'onde de choc engendrée par la détonation d'un explosif. Le SDPMAC est capable de propulser jusqu'à 20 roquettes entre 65 m et 160 m de distance. Le tir peut s'effectuer en mode manuel (au coup par coup), en mode semi-automatique ou automatique (100 mètres de couloir pour 20 roquettes tirées). Les roquettes atteignent le sol suivant un même axe et sont espacées de 5 mètres entre-elles. Le couloir déminé a une largeur de six à huit mètres.Le chef d'engin règle le nombre de roquettes à tirer en fonction de la longueur à déminer.

### Les véhicules de dépannage

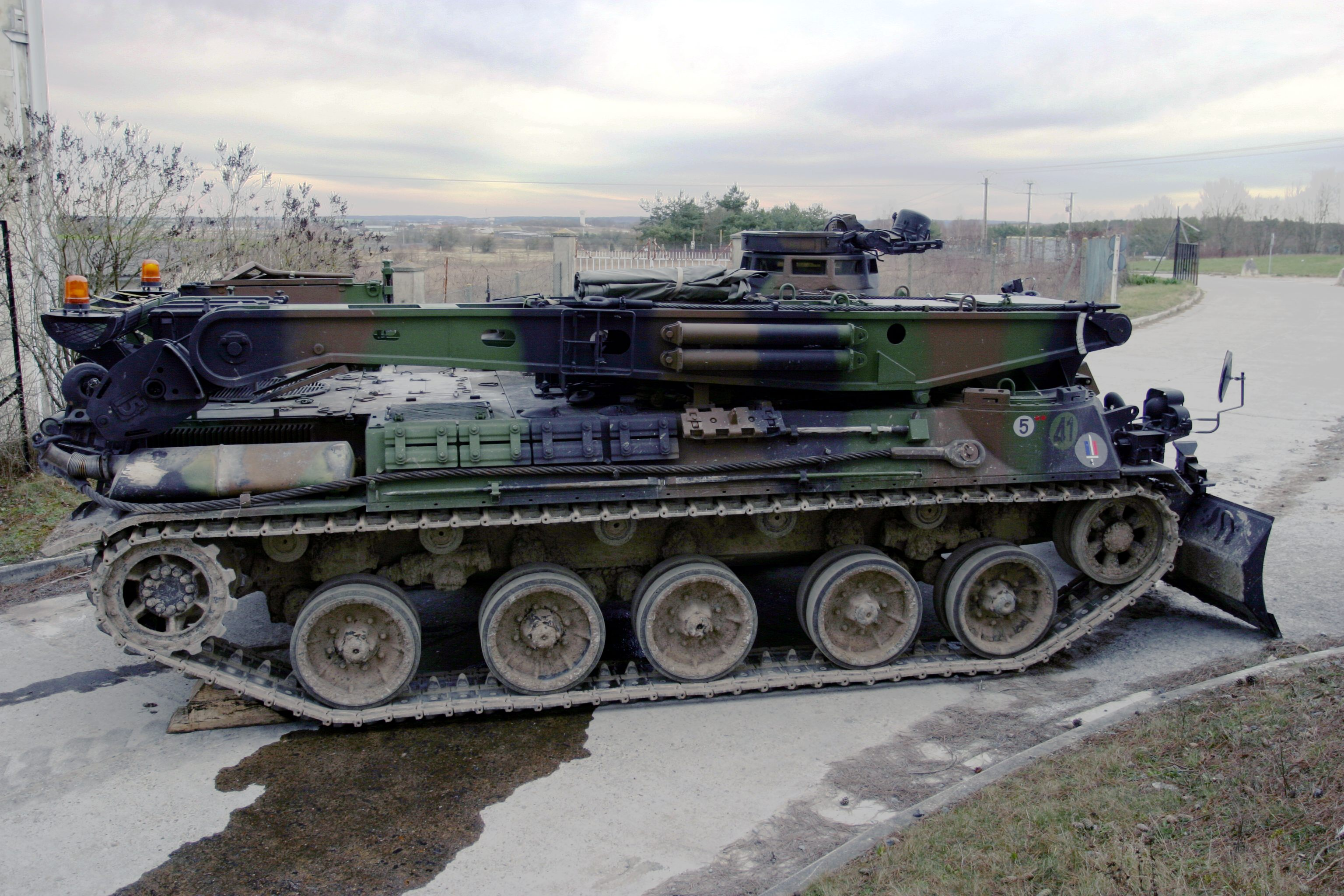
Côté droit d'un AMX-30D de l'Armée de terre française.

AMX-30D : Le développement d'un véhicule de dépannage est rendu nécessaire pour soutenir les unités qui possèdent le char AMX-30. Les études commencent en 1966. Un prototype est livré pour l'expérimentation en 1971 et, en 1973, cinq véhicules de présérie sont livrés. 100 AMX-30DS sont commandés. La production commence en 1975. 
Il comprend :
- une lame de bulldozer
- deux treuils alimentés par le moteur du véhicule :
  - un treuil principal au centre de la coque doté d'un câble de remorquage de 100 m et capable de tirer un maximum de 35 t ;
  - un treuil auxiliaire à l'avant de la coque avec un câble de remorquage de 120 m, capable de tracter jusqu'à 20 t lorsque l'on travaille sur l'avant du véhicule. Dans ce dernier cas, le véhicule doit être soutenu par des étais amovibles, qui sont transportés sur le véhicule et la lame de bulldozer doit être abaissée au sol.
- une grue capable de soulever 15 t et donc les 3,29 t du bloc moteur et les 10 t de la tourelle ;
- une superstructure à la place de la tourelle avec un tourelleau doté de 10 épiscopes
- une mitrailleuse de 7,62 mm à droite du tourelleau pour assurer la défense rapprochée du char[80].

Il a une masse 36 t, mais avec un moteur de remplacement sur la plage arrière, il peut atteindre la masse de 40 t. Le véhicule peut se protéger avec une mitrailleuse de calibre 7,62 mm. La visibilité du conducteur est facilitée par l'inclusion de trois épiscopes M-223. L'AMX-30D a une vitesse maximale sur route de 60 km/h et une autonomie maximale sur route de 500 km. Son prix est de 13 051 040 francs l'exemplaire lors de son achat par le Venezuela.

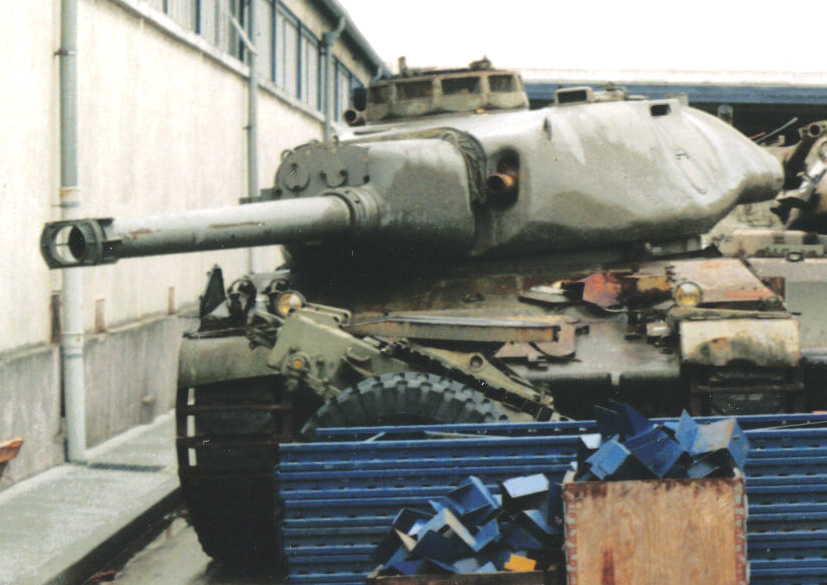
Le prototype AMX-30 ACRA testé entre 1970 et 1974.

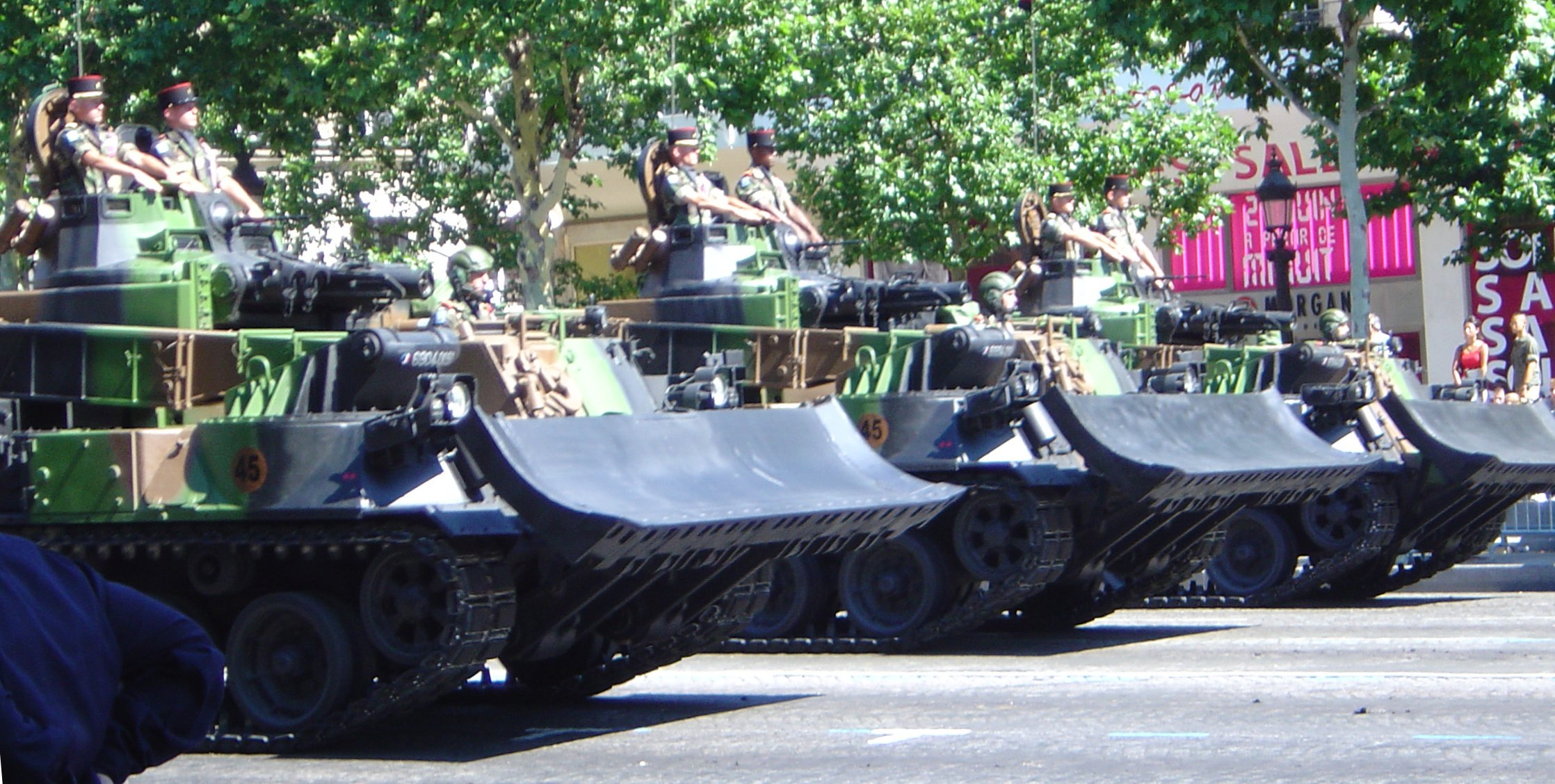
AMX-30 Engin blindé du génie.

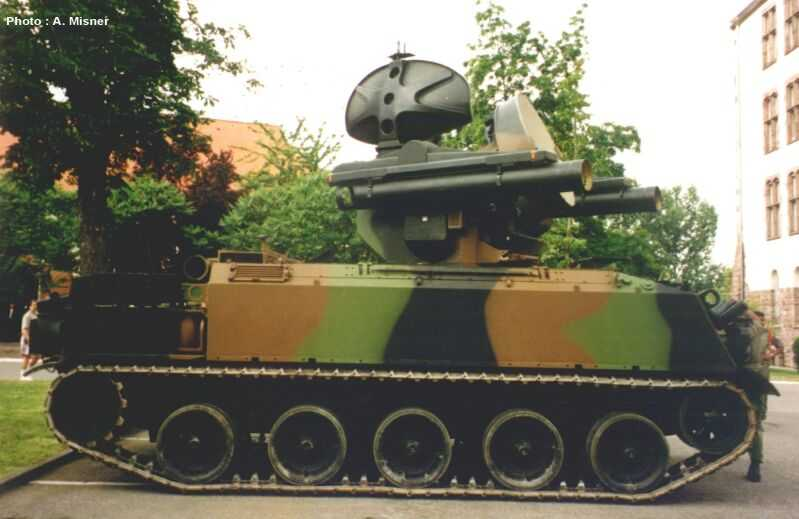
AMX-30 ROLAND.
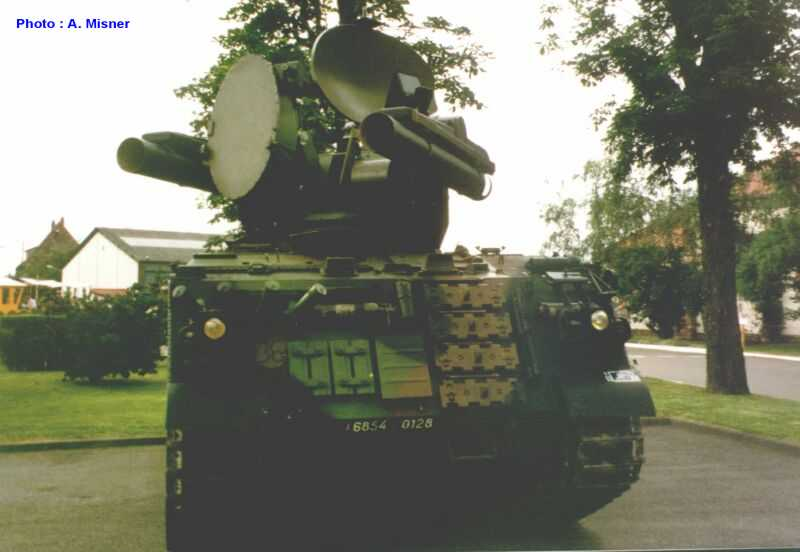
AMX-30 ROLAND.
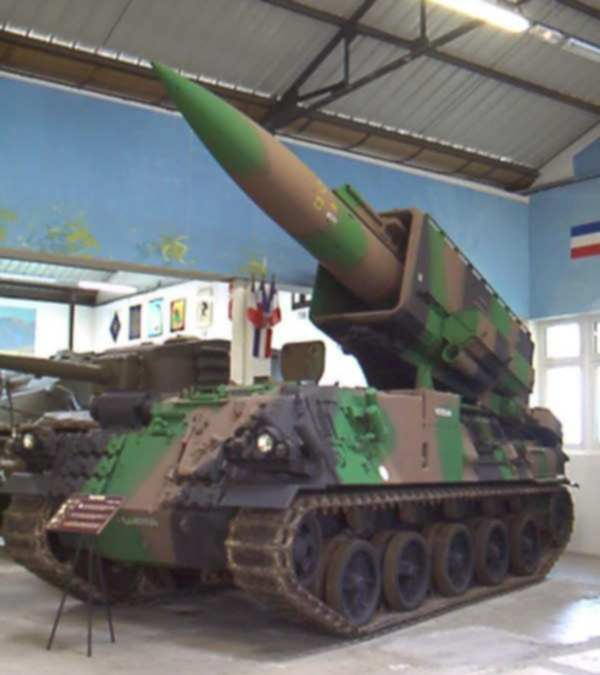
AMX-30 Pluton.
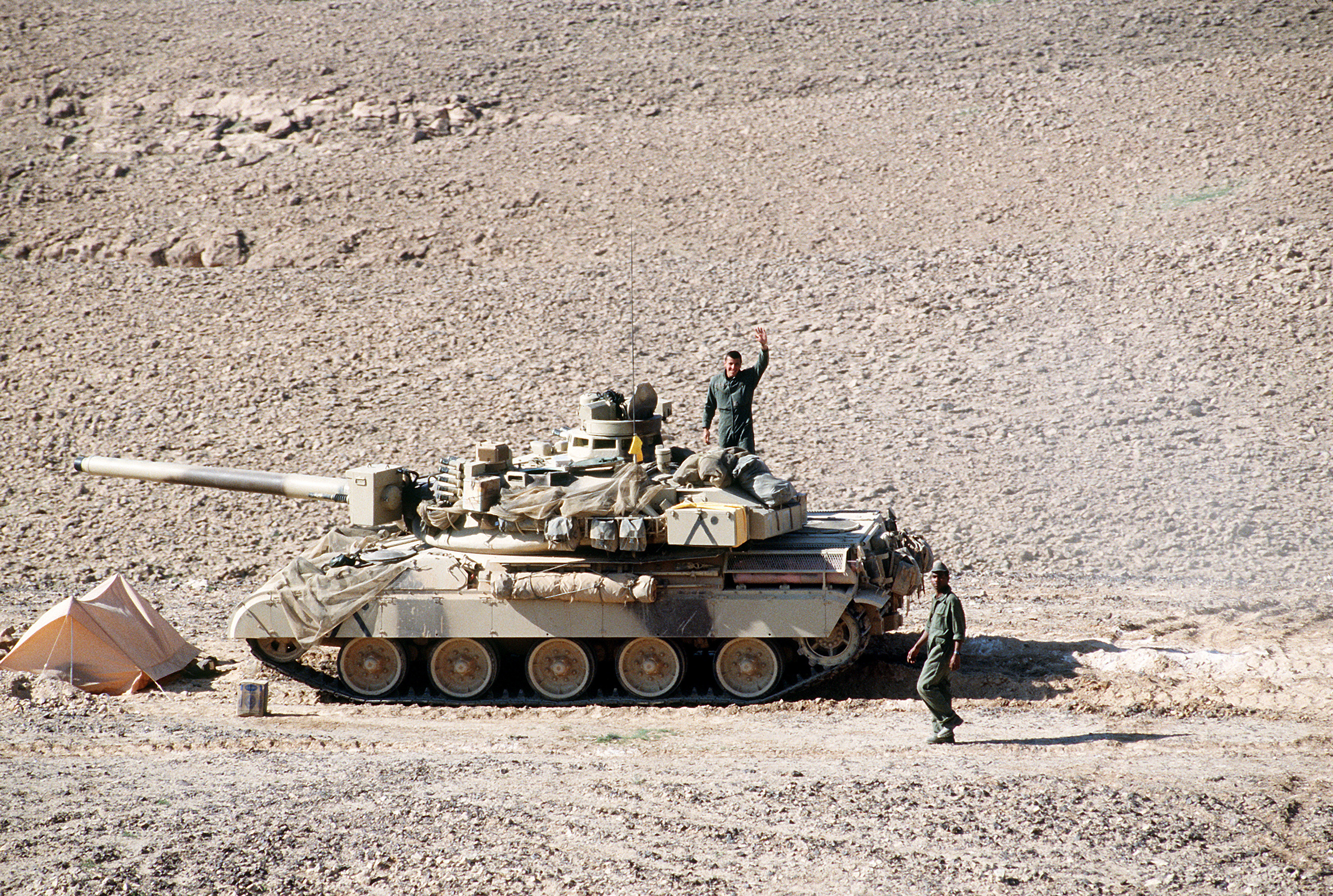
Lors de la guerre du Golfe de 1991.
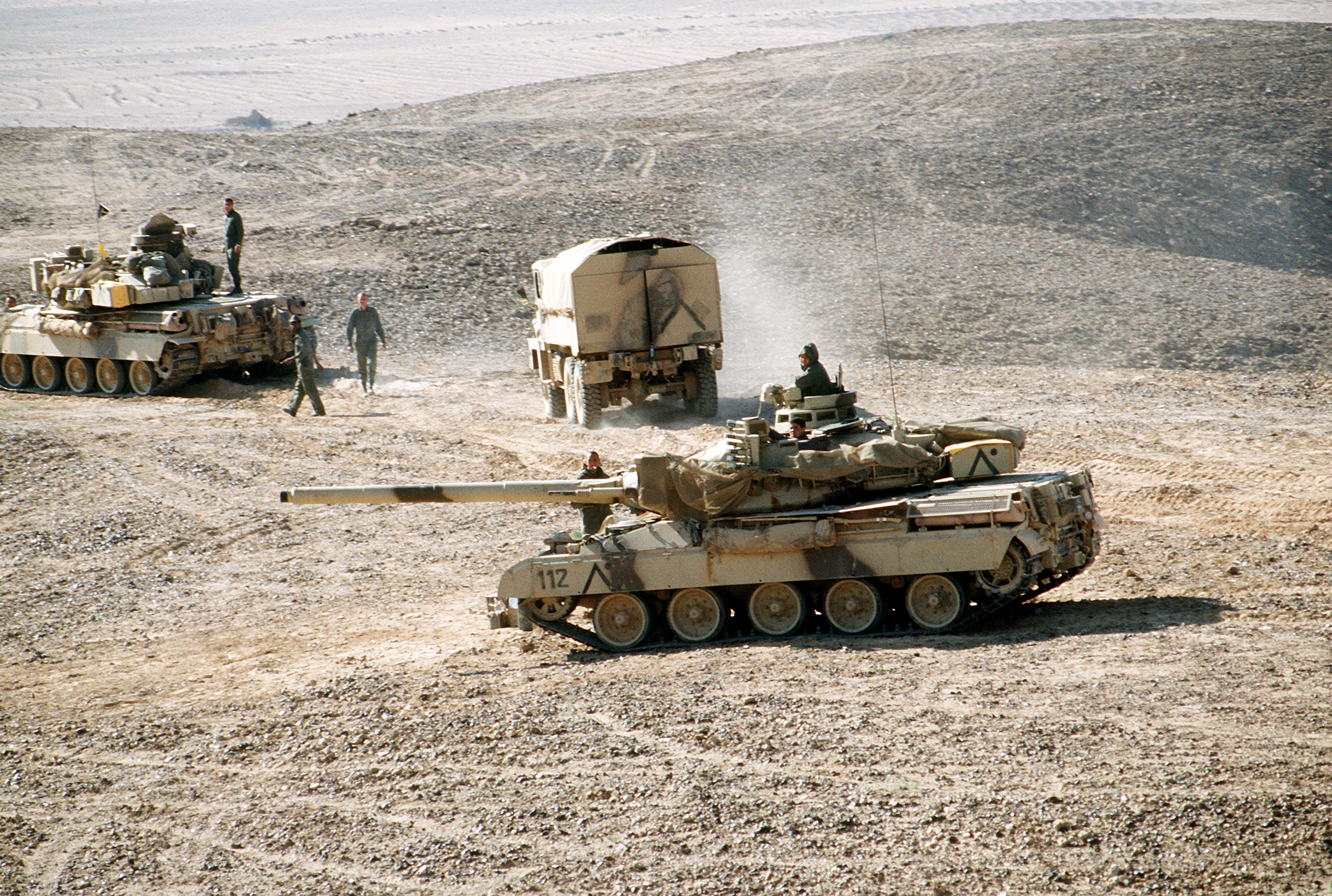
Deux AMX-30 et un camion de la division Daguet en Irak.
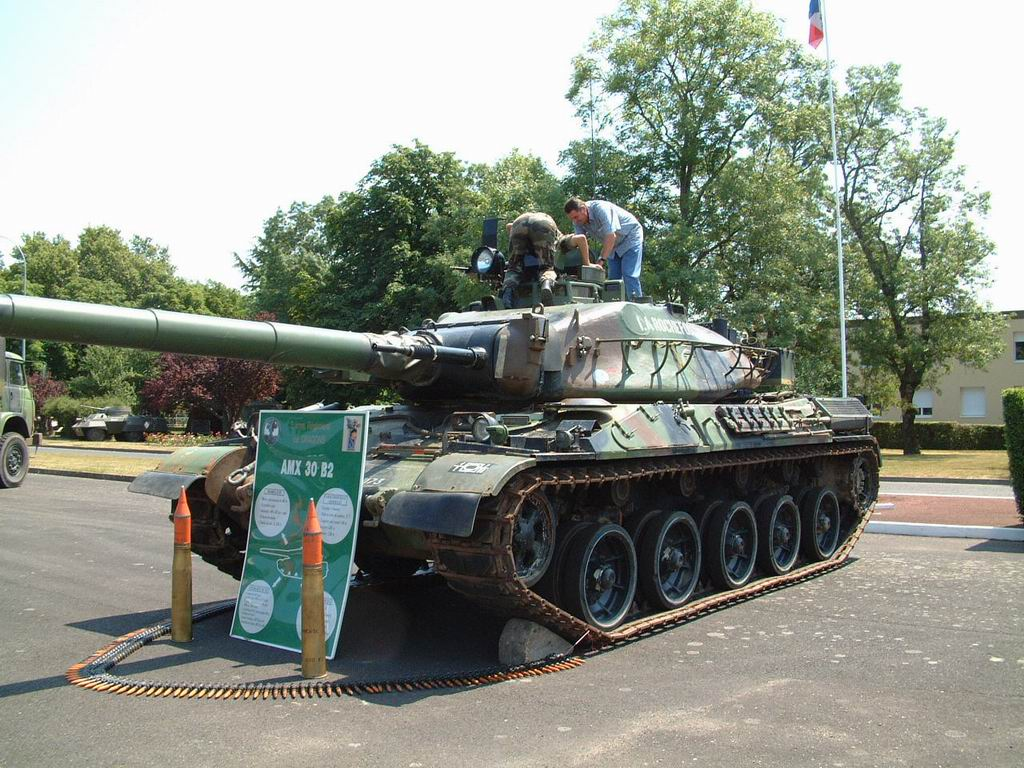
AMX-30B2 lors d'une journée portes ouvertes avec deux obus de calibre 105 mm et ses munitions de petit calibre.
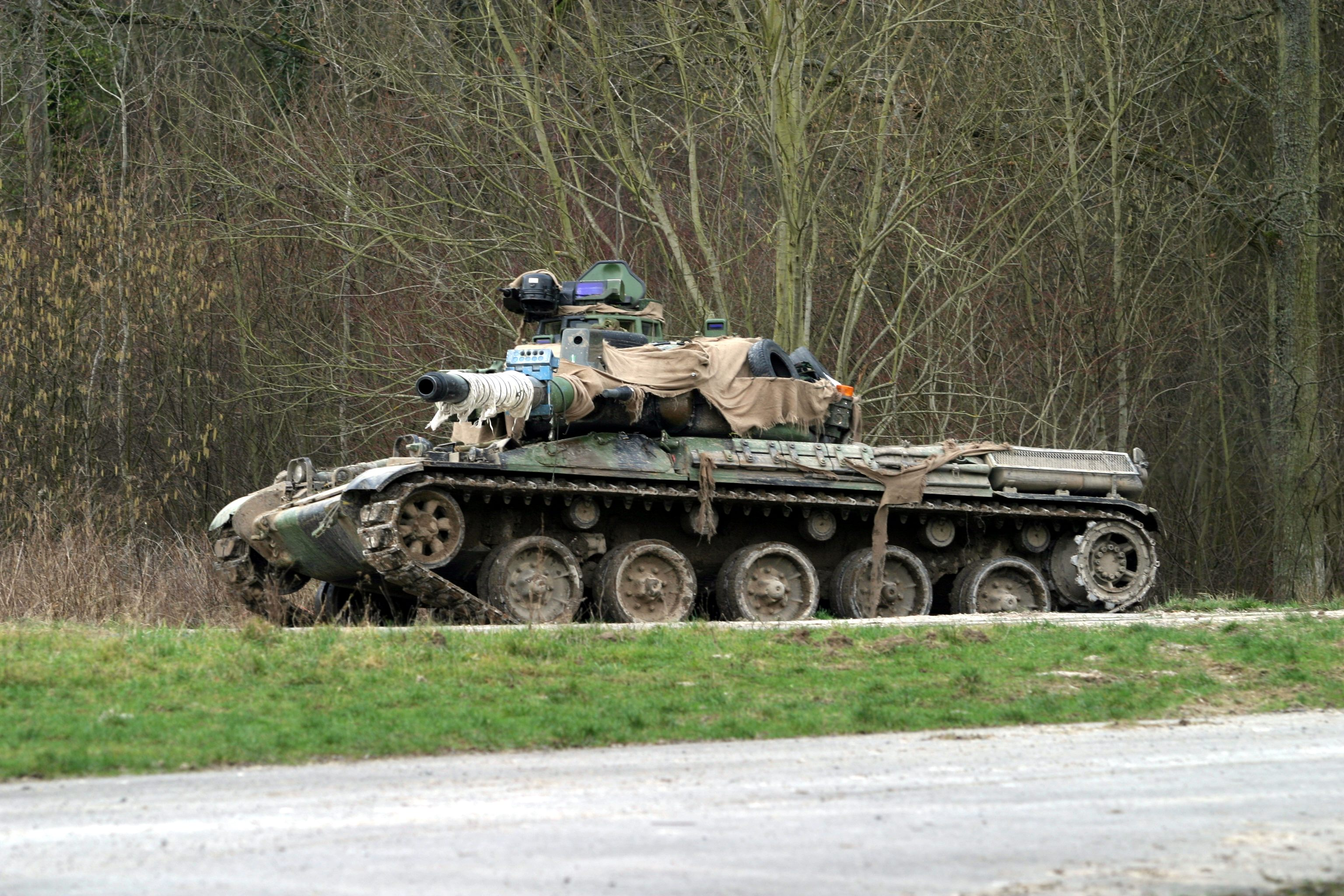
AMX-30B2 FORAD avec simulateur de tir laser au camp de Sissonne.
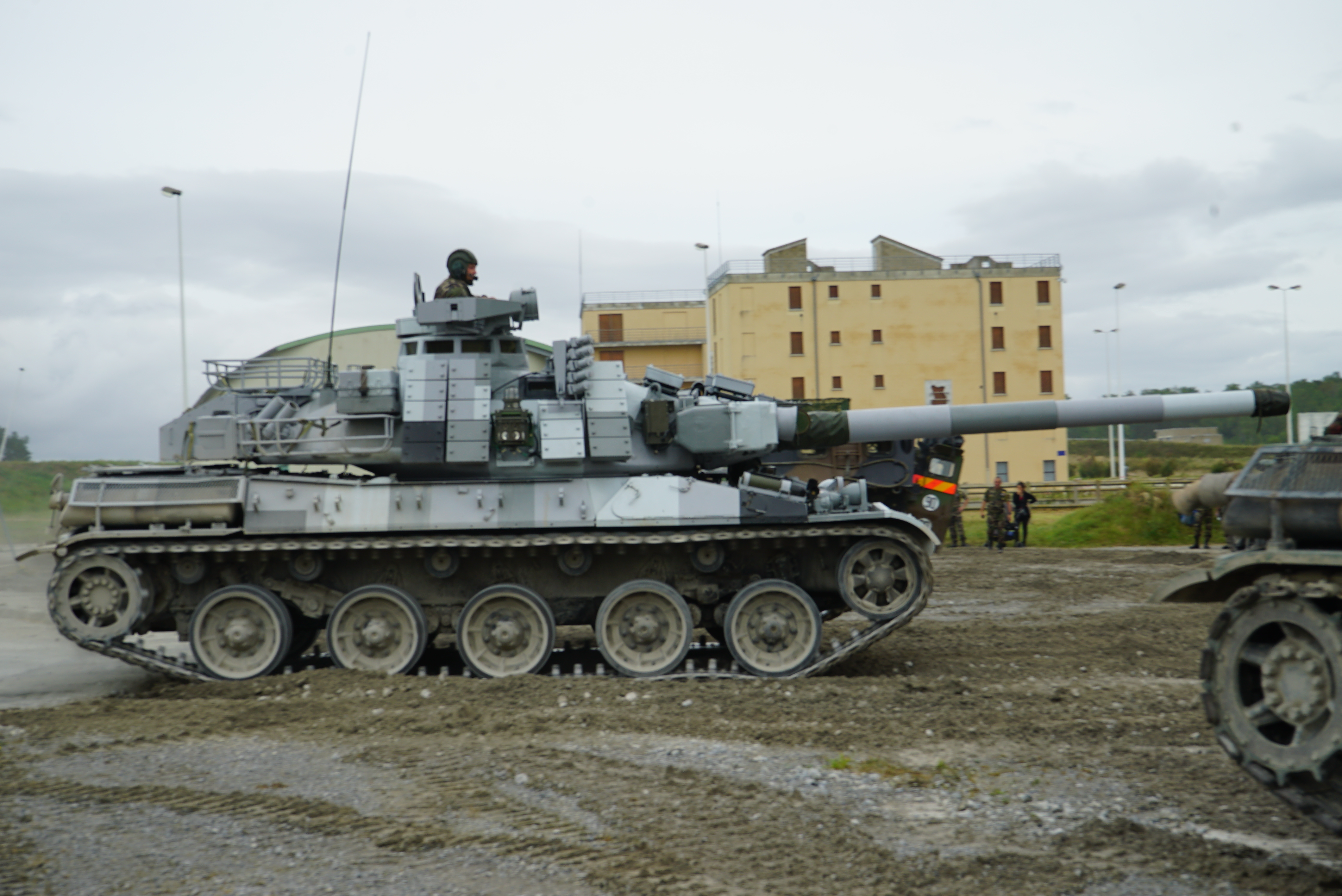
AMX-30B2 FORAD avec le camouflage en zone urbaine en 2016 : ils sont retirés du service en octobre 2018.
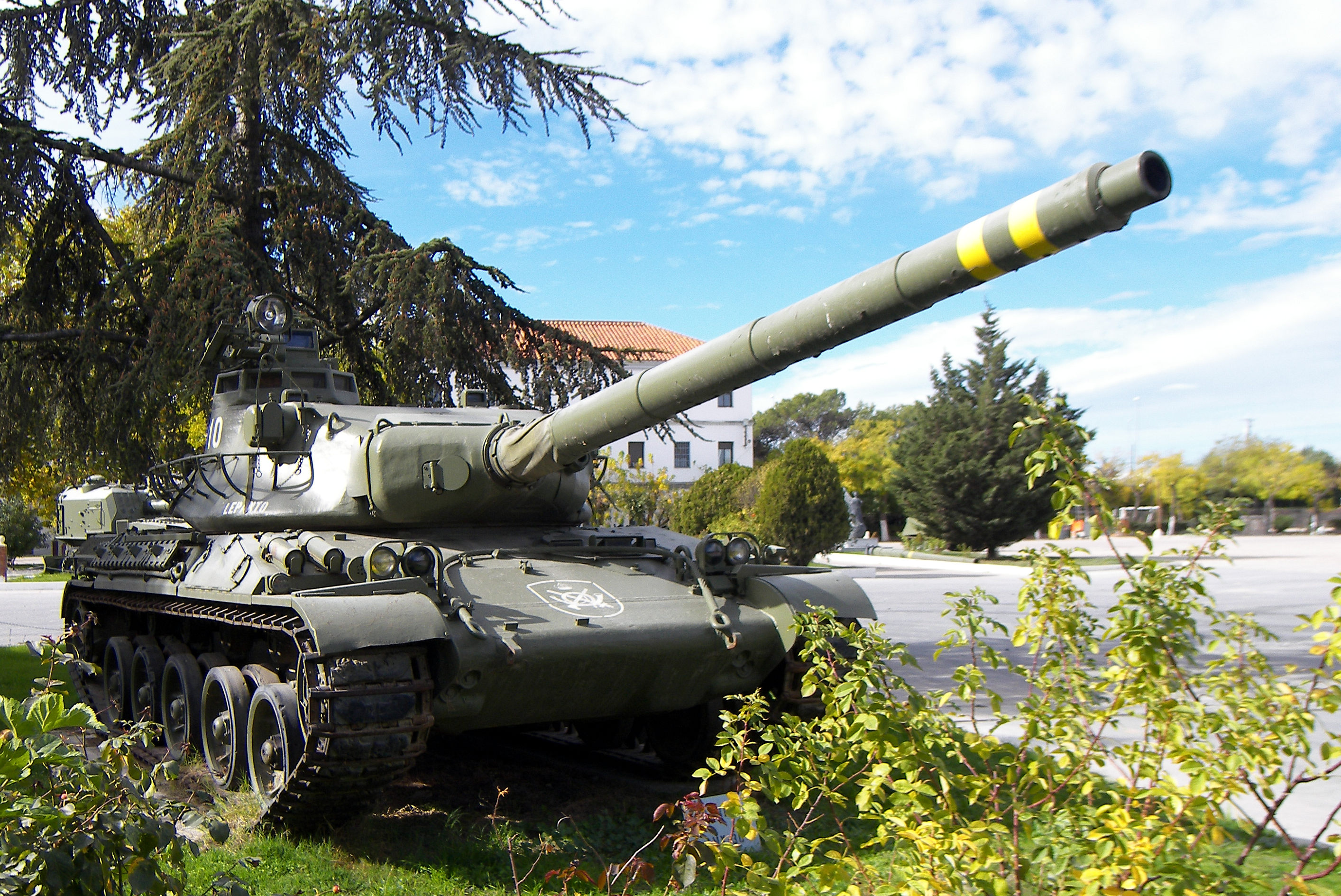
AMX-30E au musée des véhicules blindés d'El Goloso (Madrid).
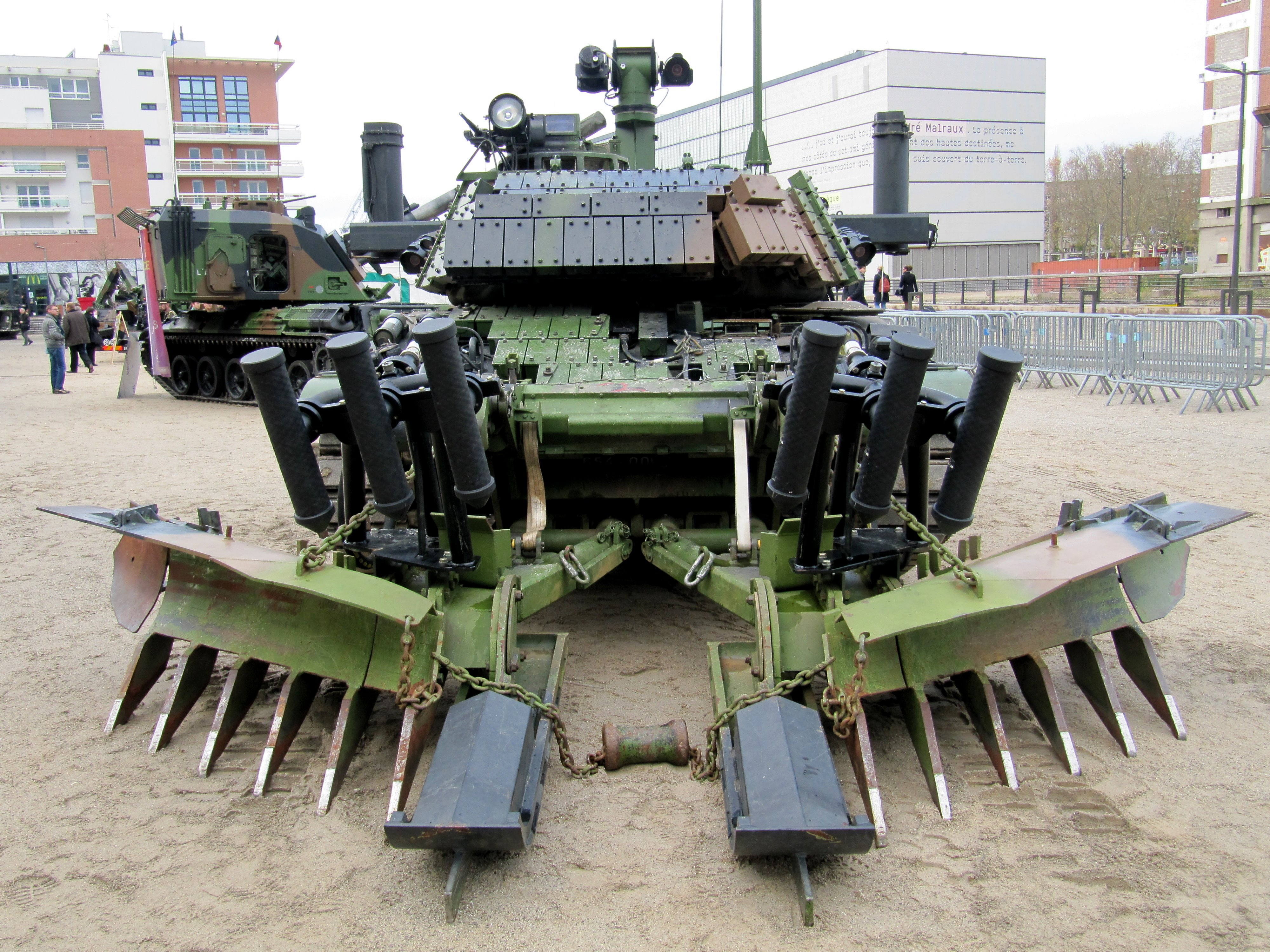
AMX-30 Démineur Télécommandé.
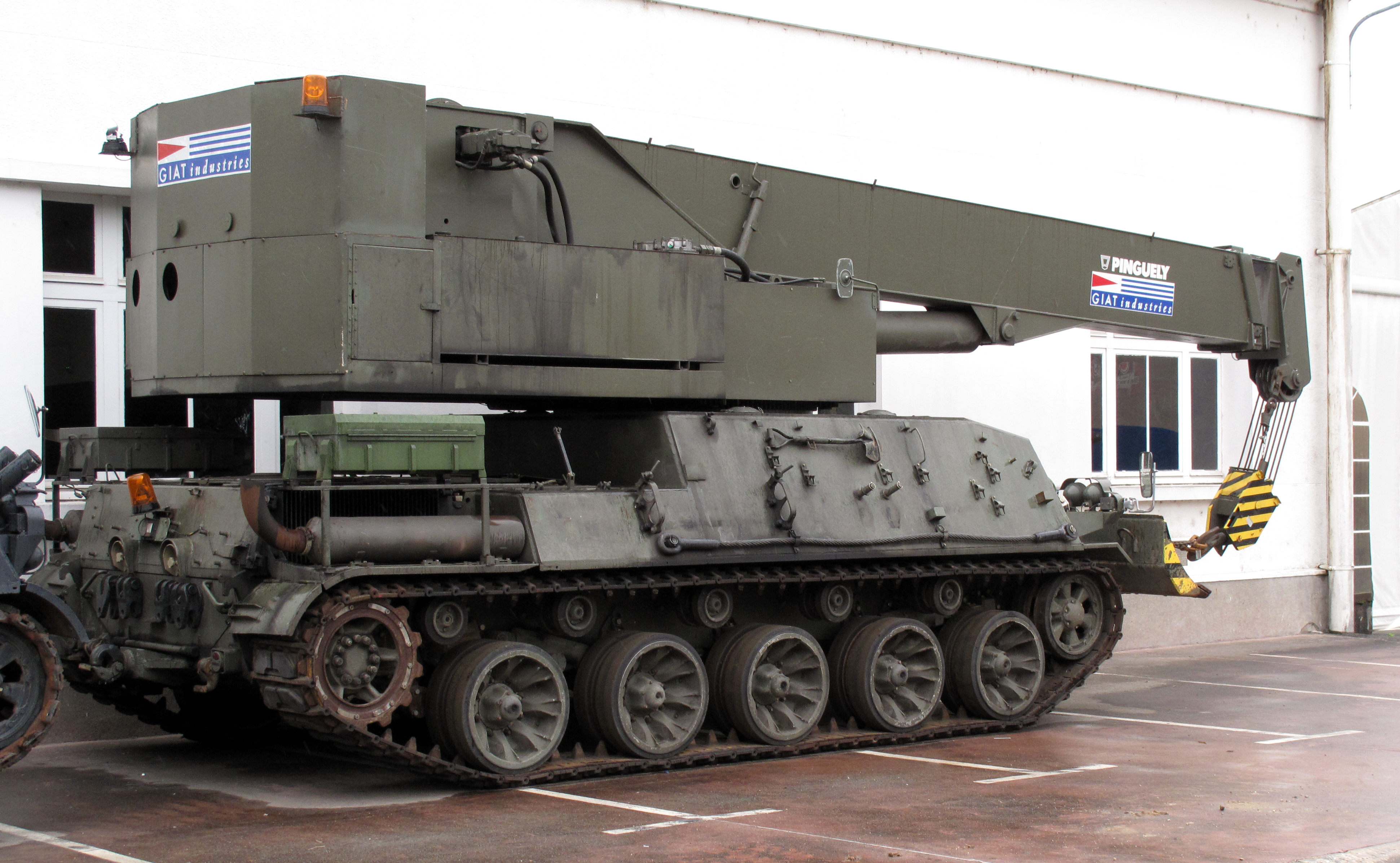
L'AMX-30 Grue.

## Utilisateurs

### France
À l'origine, 300 AMX-30 sont commandés par l'Armée de terre. En 1971 la commande est augmentée à 900, répartis entre huit lots, y compris toutes les variantes sur la base du châssis.
Les cinq premiers sont livrés en août 1966 au 501e RCC.
L'AMX-30B est mis en service à partir de 1967. Le premier régiment équipé est le 503e régiment de chars de combat à Mourmelon, suivi du 501e RCC à Rambouillet. Les régiments blindés des forces françaises en Allemagne sont équipés des séries suivantes au fur et à mesure des sorties des ateliers de Roanne. L'ordre de bataille décidé en 1967 prévoit un régiment de chars AMX-30 pour chacune des quinze brigades des cinq divisions mécanisées alors en service.
En 1971, environ 180 véhicules sont en service ; en 1975 commence la livraison des 143 dernières unités du huitième lot final de l'ordonnance initiale.
Au début des années 1980, environ 1 210 AMX-30 sont en ligne aux côtés de 1 010 AMX-13. et de 268 AMX-10 RC.
En janvier 1982, les premiers AMX-30 B2 sont livrés au 503e RCC après une période d'essais. En 1990, ls sont déployés en Arabie Saoudite, au Koweït et en Irak pendant la première guerre du Golfe au sein du 4e régiment de dragons.
En 1985, le nombre d'AMX-30 construits passe à 1 173.
À la fin de la production, l'Armée de terre a reçu un total de 1 355 AMX-30, dont :
- 166 AMX-30B2 neufs sur les 271 prévus
- 493 AMX-30B réaménagés sur 820 prévus[83],[84]

Au 1er janvier 1989, un total de 1 258 chars AMX-30 sont déployés dans l'armée de terre française : 1 217 en France et aux Forces françaises en Allemagne (843 AMX-30B2 et 415 AMX-30 de première génération). 1 108 sont déployés dans des formations d'active et 109 dans des unités « écoles ». Ils sont répartis dans 19 régiments de chars de combat et dans les escadrons blindés des treize régiments d'infanterie mécanisée de la 1re armée française. 41 AMX-30B sont affectés aux Forces françaises à Berlin.
Les équipages s'entrainaient alors 150 heures et tiraient une cinquantaine d’obus annuellement. 
Les AMX-30B sont définitivement retirés du service en 1997 et les AMX-30B2 "Brenus" en 2018
L'armée française reçoit également un grand nombre de variantes :
- 195 automoteurs d'artillerie (AuF1),
- 44 AMX-30 Pluton lanceurs de missiles nucléaires tactiques,
- 183 AMX-30R Roland,
- 134 AMX-30D,
- 48 véhicules du génie AMX-30EBG[87].

L'AMX-30 est remplacé dans l'Armée de terre française par le char Leclerc à la fin des années 1990. Les premières unités équipées avec le nouveau char sont les 501e / 503e régiments de chars de combat, suivis par le 6e/ 12e régiments de cuirassiers.
Quelques versions dérivées restent en service après 2018 :
- 30 AMX-30D, chiffre réduit à 26 à compter du 31 décembre 2023[90] ;
- 42 engins blindés du génie valorisés entre 2006 et 2014[Web 22];
- quelques dizaines d'automoteurs d'artillerie AMX AuF1[91].
- 6 AMX-30DT

Il sert de Force Azur (FORAD) dans le cadre de formation du Centre d'entraînement aux actions en zone urbaine avec 4 AMX-30B en service au 5e régiment de dragons en octobre 2016 qui s'en sépare en octobre 2018,.
Un certain nombre d'AMX-30 Brenus sont stockés dans les dépôts du Matériel.
L'immense majorité subissent une dénaturation, c'est-à-dire une démilitarisation avant ferraillage. Le Centre de stockage militaire de Nevoy de la 12e base de soutien du Matériel est, après 2015, le seul en France s'occupant de cela avec une capacité de démantèlement de 50 chars par an.
En 2025 sont en service :
- 38 AMX-30EBG
- 27 AMX-30D
- 16 (voire plus) AMX-30B/B2 (4 Buffalo[Quoi ?] et 12 Minotaur[Quoi ?])

### Israël

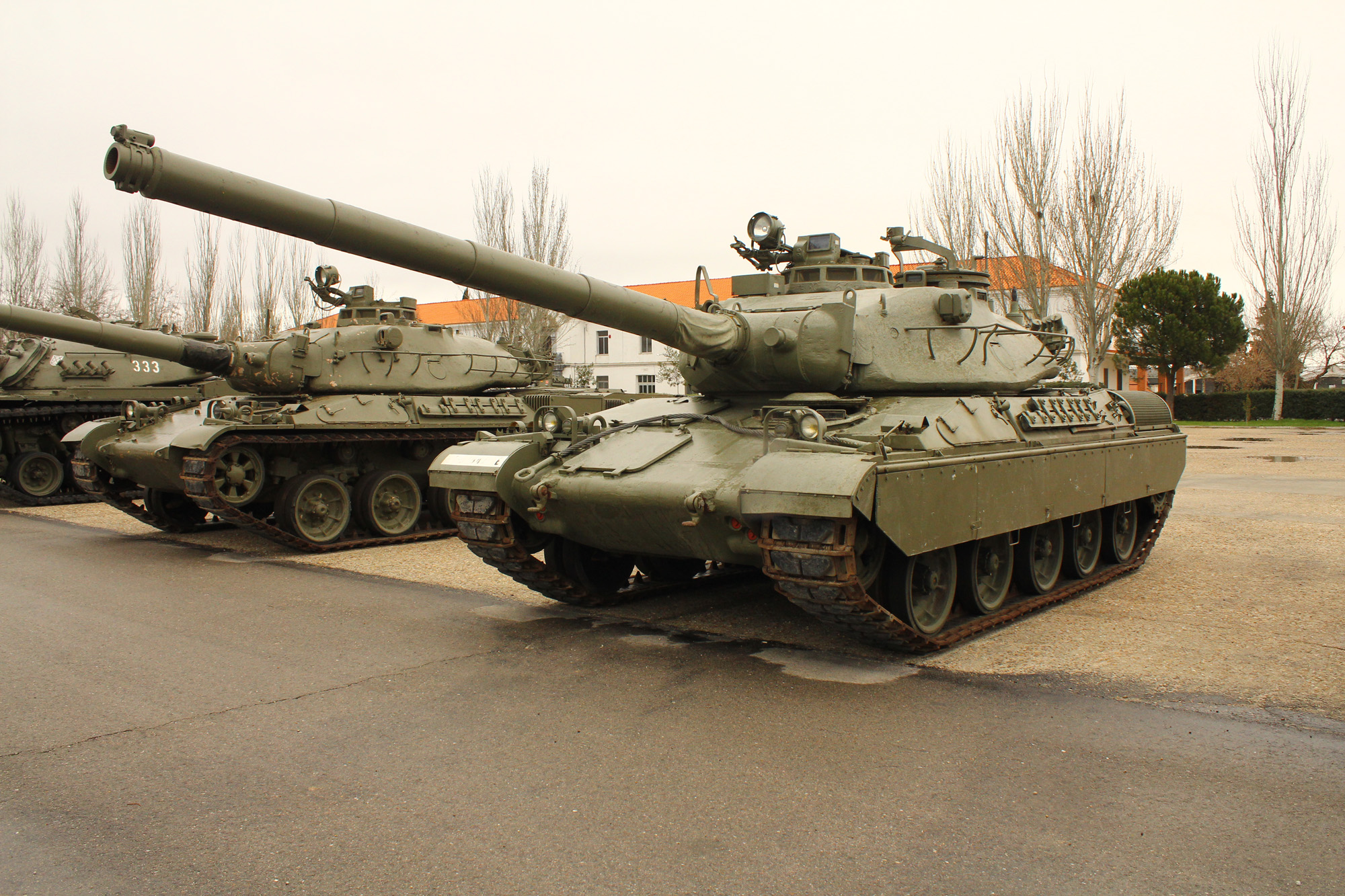
Deux AMX-30E espagnols dans un musée.

En février 1964, Israël décide de produire son propre char de combat et prend contact avec l'industrie française pour le construire sous licence. Très vite cependant, le major-général Israël Tal privilégie un blindé plus lourd et mieux protégé, et les négociations avec la France sont abandonnées lorsque le Royaume-Uni accepte la production sous licence du char Chieftain, en 1966.

### Organisation Finabel
Les États-membres de l'organisation Finabel ne se montrent pas plus intéressés par l'AMX-30. Les Néerlandais ne testent même pas le modèle et les Belges commandent le Leopard I face au refus de la France de produire certains composants de l'AMX-30 en Belgique, craignant une augmentation du coût unitaire.
Toutefois, moins cher et plus facile à entretenir, l'AMX-30 est préféré au Leopard 1 par les nations moins riches.

### Grèce
En 1969, la junte militaire grecque signe un contrat pour un total de 190 AMX-30 et 14 AMX-30D, faisant de la Grèce la première nation étrangère à acheter le char français. Ils entrent en service dans la 20e division blindée, la seule des forces armées grecques, avec plus de 100 AMX-10P qui acquiert comme surnom la « division française ». Ils sont depuis retirés du service. Certains d'entre eux ont été vendus à Chypre.

### Espagne
L'Espagne adopte l'AMX-30 par défaut. La guerre d'Ifni en 1957-1958, où le gouvernement américain lui interdit l'usage des munitions livrées dans le cadre de l'aide MAP (Military Assistance Program), lui montre la nécessité d'avoir une certaine autonomie en matière de fabrique d'armement. Tout au long des années 1960, l'Espagne examine à la fois l'AMX-30 et le Leopard 1 pour compléter sa flotte existante de chars M47 et M48 Patton. Elle opte pour l'AMX-30 pour deux raisons, d'une part les Britanniques refusent de livrer le canon L7 qui équipe le Léopard 1 à un régime fasciste, d'autre part, la France accepte de le faire produire sous licence en Espagne. 19 chars sont donc livrés par la France et envoyés directement au Sahara Espagnol et 180 autres sont construits à l'usine Empresa Nacional Santa Barbara à Séville à partir de 1974.
En 1979, l'Espagne relance la production d'un deuxième lot de 100 chars, soit un total de 299 AMX-30 pour l'armée de terre espagnole ; ceux-ci prirent pour nom AMX-30E.
L'Espagne achète également 10 AMX-30D et 18 AMX-30 Roland. En 1987, elle lance un programme de modernisation de six ans qui aboutit à la reconstruction de 150 chars aux normes AMX-30EM2 et de 149 chars aux normes AMX-30EM1. Ces AMX-30EM1 sont rapidement remplacés par des chars M60 Patton achetés aux États-Unis au début des années 1990, tandis que la flotte de AMX-30EM2 est ensuite remplacée par le véhicule antichar Centauro B1 italien et retirée en 2002. 10 AMX-30 D Roland, sont encore en service.

### Arabie saoudite
En 1972, l'Arabie saoudite commande 190 AMX-30S (Sahara) conçus pour l'environnement désertique du Moyen-Orient qui sont livrés entre 1973 et 1979.
À cet accord, nommé « contrat Palmier » s'ajoutent :
- 59 AMX-30D, livrés entre 1975 et 1979 ;
- 12 AMX-30H livrés entre 1977 et 1979 ;
- 51 automoteurs d'artillerie AuF1, livrés entre 1979 et 1980 ;
- 52 AMX-30SA livrés entre 1979 et 1981 ;
- 50 AMX-30C1 Shahine-2 livrés en deux lots, entre 1980 et 1989[103].

Pour assurer la formation sur ces matériels, une école de blindés est ouverte en Arabie saoudite et est tenue par une partie des quelque 2 000 militaires français déployés comme conseillers et formateurs dans ce royaume dans les années 1980.
Au début des années 2000, L'AMX-30 n'a plus les capacités pour faire face à des menaces plus modernes, comme contre les T-62 et les T-72 irakiens et les Merkava israéliens,. 50 % des AMX-30 de la flotte de l'Arabie saoudite sont placés en stockage longue durée remplacés par 315 M1A2 Abrams et 450 M60A3 commandés et livrés à partir de 1989.
En 2002, l'Arabie saoudite dispose d'un parc de 1 055 chars de combat, les 290 AMX-30 étant regroupés dans la région de Khamis Mushait dont 160 à 170 sont opérationnels. Une estimation de Global Security fait passer le parc d'AMX-30 à 145 à partir de 2005. En 2015, plusieurs de ces chars sont déployés par le corps des gardes frontières saoudiens. 
En 2025, 140 AMX-30, 10 AMX-30H et 55 AMX-30D sont en service.

### Émirats arabes unis
Les Émirats arabes unis passent une commande en 1977 de 64 chars AMX-30B et un AMX-30D, pour équiper une brigade blindée. Ils sont depuis retirés du service mais 36 d'entre eux ont été livrés en 1997 à la Bosnie-Herzégovine. 
En 2025, 45 AMX-30 et 4 AMX-30D sont en service.

### Qatar
En 1977, le Qatar commande 30 AMX-30B et 24 engins supplémentaires AMX-30B2 en 1987. Ils sont en cours de remplacement par des Léopard 2. 
En 2025 seul un AMX-30D demeure en service.

### Irak
Cinq AMX-30 D sont livrés en 1981 et 85 AMX AuF1 sont livrés entre 1983 et 1985. Ils sont actuellement retirés du service et hors d'usage mais toujours dans l'inventaire de l'armée irakienne.

### Venezuela
À l'origine, le Venezuela passe une commande de 142 chars en 1972, mais leur nombre est réduit à 82 et quatre AMX-30D. Dans le milieu des années 1980, le Venezuela adopte un plan de modernisation qui donne naissance à la version AMX-30V.
En 2016, une ultime modernisation est en cours. L'optronique est fournie par une entreprise israélienne alors que les autres modifications sont à la charge d'une entreprise espagnole. Elle comprend :
- un nouveau système de conduite de tir comprenant un système principal, un calculateur balistique, un système de stabilisation digital et deux ordinateurs, l'un pour le chef de char, l'autre pour le canonnier ;
- une station météorologique avec un mat extérieur ;
- des caméras thermiques diurne et nocturne pour le conducteur ;
- un générateur auxiliaire de 7 kW ;
- un nouveau système de chenilles ;
- un nouveau moteur de 750 ch ;
- un nouveau système de lutte contre l'incendie[111],[112].

L'AMX-30 continue à équiper la 11e brigade blindée.
En 2025, 81 AMX-30V et 3 AMX-30D sont en service.

### Chili
Dans le cadre de son affrontement avec l'Argentine, le Chili commande 46 chars en 1974. La livraison en est réduite à 21, avant que le gouvernement français ne dénonce le contrat en 1981. Ils étaient en réserve en 2004 et leur statut actuel est inconnu.

### Chypre
En 1982, Chypre commande 16 puis 36 AMX-30B2 et un AMX-30D. En 2005, Chypre possède 102 AMX-30 donné par la Grèce et 52 AMX-30B2.
Il y a toujours 52 AMX-30B2 et 2 AMX-30D en service en 2025

### Bosnie-Herzégovine
l'armée de la République de Bosnie et d'Herzégovine reçoit 36 AMX-30B livrés par les Émirats arabes unis en 1997.

### Croatie
La Croatie aurait acquis 42 AMX30B qui ne seraient plus en service mais remplacés par le M84, version du T-72 soviétique construit sous licence yougoslave.

### Tunisie
En décembre 2000, l'Arabie saoudite s'engage à livrer 30 AMX-30 à la Tunisie, mais en 2015, leur mise en service n'a pas eu lieu et en 2017, cela n'est plus d'actualité.

### Nigeria
Le Nigéria possède 16 AMX-30 Roland à son inventaire issus des surplus de l'armée française et a posé une option pour 16 autres systèmes d'armes qu'il n'a pas confirmée.
| Pays            | Type                                                                                | Quantité       | Livraison | Origine      | Notes |
| --------------- | ----------------------------------------------------------------------------------- | -------------- | --------- | ------------ | --- |
| France          | AMX-30B                                                                             | 1173           | 1966-1982 | France       | Le premier AMX-30B fut livré en juin 1966, le dernier fut livré en 1982. L'AMX-30B est officiellement sorti du service en 1997.                                    |

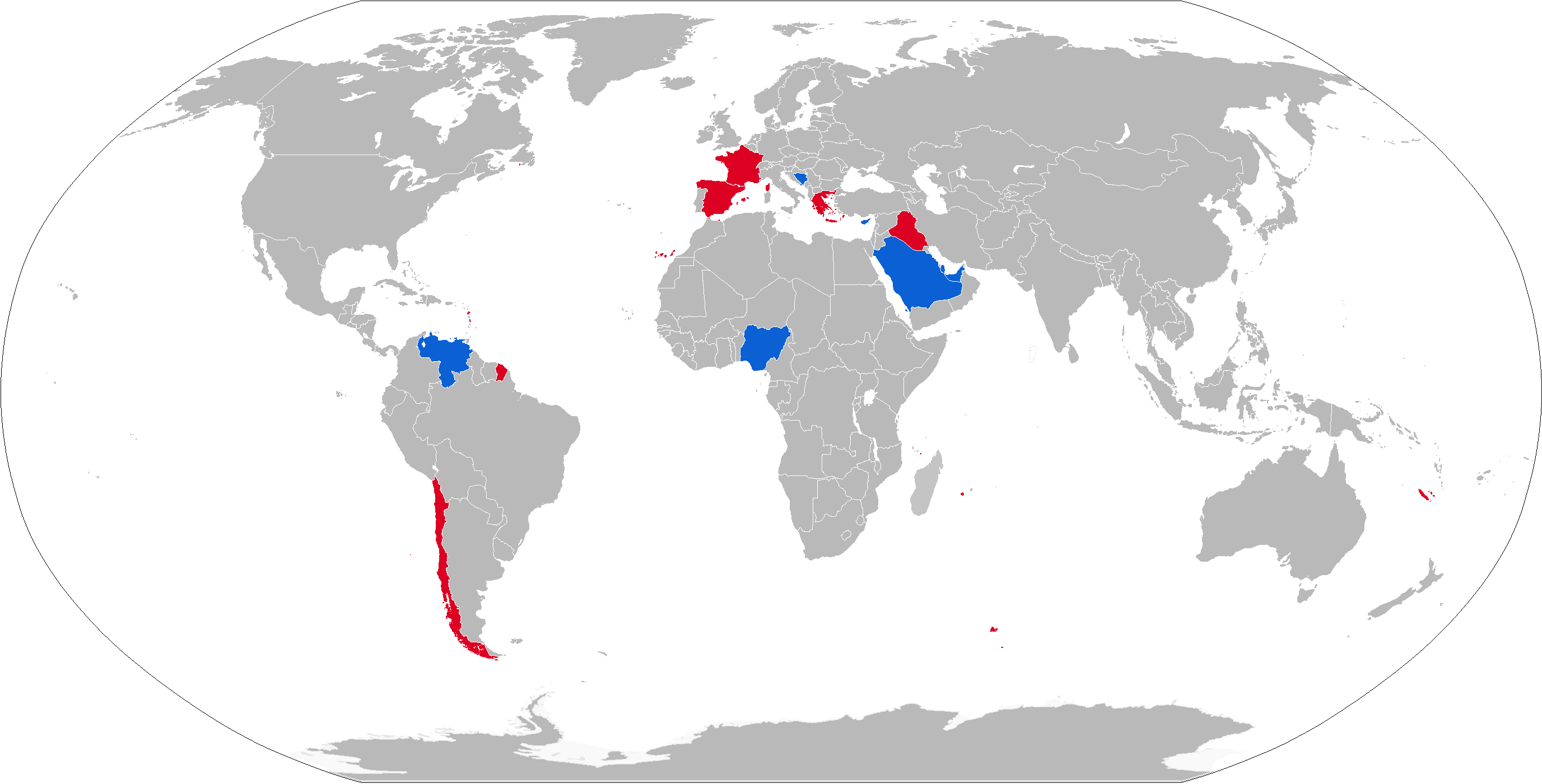
Pays utilisateurs de l'AMX-30 :
Pays utilisateurs actuels
Ancien pays utilisateur

| France          | AMX-30B2                                                                            | 659            | 1981-1988 | France       | 166 (neuf) et un total de 493 reconstruits sur base d'AMX-30B, 236 par GIAT et 257 par Gien[Quoi ?].                                                               |
| France          | AMX-30B2 Brenus                                                                     | 81             | 1995      | France       | Tous reconstruits à partir d'AMX-30B2 |
| France          | AMX-30D                                                                             | 40             | 1970      | France       | [ 117 ] |
| France          | AuF1                                                                                | 357            | 1978-2005 | France       | 227 AuF1 H et T, 24 AuF1 TM et 106 AuF1 TA, les AuF1 TA sont reconstruits à partir d'AMX-30B2, il reste actuellement 32 AuF1 TA dans le 40e régiment d'artillerie. |
| France          | AMX-30B2 DT (Déminage Téléguidé)                                                    | 15             | 1994-1997 | France       | 5 AMX-30B2 DT avec tourelle d'AMX-30B et 10 avec la tourelle AMX-30B2, cependant tous sont reconstruits à partir d'AMX-30B2.                                       |
| France          | AMX-30EBG (Engin Blindé du Génie)                                                   | 71             | 1987      | France       | Reconstruits à partir des AMX-30EBG. |
| France          | AMX-30EBG Valorisé ou EBG-VAL                                                       | 30             | 2011-2014 | France       | Reconstruits à partir des AMX-30EBG. Modernisés avec différents éléments comme une caméra de recul, des pots fumigènes GALIX, une nouvelle protection balistique.  |
| France          | AMX-30EBG Valorisé SPDMAC (Systèmes de Déminage Pyrotechnique pour Mines Anti-Char) | 12             | 2011-2014 | France       | AMX-30EBG équipé du SDPMAC, lanceur de roquettes fruit de la collaboration entre Nexter et Rafael pour intégrer le système CARPET                                  |
| France          | AMX-30EBG Valorisé                                                                  | 38             | 2018      | France       | Reçoit une climatisation, remplacement du bras de levage par un bras de travail, remplacement du treuil par un nouveau,.                                           |
| France          | AMX-30EBD (Engin Blindé de Déminage)                                                | 5              | 1990      | France       | Reconstruit à partir d'AMX-30B. |
| France          | AMX-30P Pluton                                                                      | 40             | 1973      | France       | [ 117 ] |
| Grèce           | AMX-30B                                                                             | 190            | 1970-1978 | France       | [ 120 ] |
| Grèce           | AMX-30D                                                                             | 14             | 1976-1978 | France       | [ 120 ] |
| Chypre          | AMX-30B                                                                             | Entre 40 et 52 | 1992      | France Grèce | Don de 40 à 52 AMX-30B à Chypre par la Grèce. |
| Chypre          | AMX-30B2                                                                            | 52             | 1987-1991 | France       | Livrés entre 1990 et 1991, ils ont quitté le service actif en 2018.                                                                                                |
| Chypre          | AMX-30D                                                                             | 5              | 1989-1992 | France Grèce | 4 exemplaire vendus par la Grèce. |
| Espagne         | AMX-30B                                                                             | 19             | 1969      | France       | [ 120 ] |
| Espagne         | AMX-30E                                                                             | 280            | 1974-1983 | Espagne      | [ 120 ] |
| Espagne         | AMX-30EM1                                                                           | 149            |           | Espagne      | [ 121 ] |
| Espagne         | AMX-30EM2                                                                           | 150            |           | Espagne      | AMX-30E ayant reçu une nouvelle conduite de tir Hugues Mk 9A/D, deux séries de quatre pots fumigènes de la firme allemande Wegmann, des jupes pare-sable.          |
| Espagne         | AMX-30EM2 SABBLIR                                                                   |                | 1991      | Espagne      | Modernisation des AMX-30EM2, le blindage réactif SABBLIR (Santa Barbara Blindajo Reactivo).                                                                        |
| Espagne         | AMX-30ER1                                                                           | 59             |           | Espagne      | AMX-30E équipé de la boîte de vitesses Allison CD 850 6A. |
| Espagne         | AMX-30R Roland 1                                                                    | 9              | 1980      | France       | [ 120 ] |
| Espagne         | AMX-30R Roland 2                                                                    | 9              | 1981-1983 | France       | [ 120 ] |
| Espagne         | AMX-30D                                                                             | 10             | 1974-1978 | France       | [ 120 ] |
| Nigeria         | AMX-30R Roland 2                                                                    | 18             | 1989      | France       | [ 120 ] |
| Koweït          | AuF1                                                                                | 18             | 1989      | France       | [ 120 ] |
| Irak            | AuF1                                                                                | 85             | 1981-1985 | France       | [ 120 ] |
| Irak            | AMX-30R Roland 2                                                                    | 14             | 1981-1985 | France       | [ 120 ] |
| Irak            | AMX-30D                                                                             | 5              | 1981      | France       | [ 120 ] |
| Arabie saoudite | AMX-30S                                                                             | 290            | 1976-1985 | France       | [ 120 ] |
| Arabie saoudite | AMX-30D                                                                             | 58             | 1976-1981 | France       | [ 120 ] |
| Arabie saoudite | AMX-30H                                                                             | 12             | 1979-1981 | France       | [ 120 ] |
| Arabie saoudite | AMX-30 DCA                                                                          | 53             | 1978-1981 | France       | [ 124 ] |
| Arabie saoudite | AuF1                                                                                | Entre 51 et 63 | 1980-1985 | France       | [ 120 ] |
| Arabie saoudite | AMX-30R Roland 2                                                                    | 52             | 1981-1985 | France       | [ 120 ] |
| Arabie saoudite | AMX-30SA Shahine (Surveillance)                                                     | 12             | 1980-1989 | France       | [ 120 ] |
| Arabie saoudite | AMX-30SA Shahine (Missile)                                                          | 24             | 1980-1989 | France       | [ 120 ] |
| Qatar           | AMX-30B                                                                             | Entre 24-84    | 1975-2000 | France       | Entre 10 et 60 AMX-30B venant des stocks français. |
| Qatar           | AMX-30D                                                                             | 1              | 1977      | France       | [ 120 ] |
| Chili           | AMX-30B                                                                             | Entre 42 et 52 | 1980-2000 | France       | Entre 21 et 31 venant des stocks français. |
| Chili           | AMX-30D                                                                             | 10             |           | France       | [ 120 ] |
| Venezuela       | AMX-30B                                                                             | Entre 81 et 96 | 1973-1974 | France       | [ 120 ] |
| Venezuela       | AMX-30V                                                                             | 81             | 1985      | Venezuela    | Modernisation des AMX-30B. |
| Venezuela       | AMX-30D                                                                             | 2              | 1973-1974 | France       | [ 120 ] |
| Venezuela       | AMX-30H                                                                             | 4              |           | France       | [ 125 ] |

- Pays utilisateurs actuels
- Ancien pays utilisateur

## AMX-30 engagés au combat
Les AMX-30 qataris ont servi durant la guerre du Golfe à la bataille de Khafji. Le 30 janvier 1991, le Qatar a contre-attaqué dans une tentative pour reprendre la ville de Khafji, aux mains des forces irakiennes depuis la nuit précédente. Pendant l'action, les AMX-30 qatariens ont détruit trois T-55 irakiens et saisi quatre de plus. Au moins un AMX-30 a été perdu pendant la bataille.
La participation française à la guerre du Golfe, sous le nom de code Opération Daguet, a vu le déploiement de la 6e brigade légère blindée, appelée pour la durée du conflit, la division Daguet. Les éléments blindés sont composés d' AMX-10RC des régiments de reconnaissance de cavalerie, et de une unité blindée lourde, le 4e régiment de dragons, équipée de 44 AMX-30B2. Une nouvelle structure organisationnelle du régiment est expérimentée, avec trois escadrons formés de treize chars, un char de commandement et six véhicules en réserve, au lieu d'une force normale de 52 unités. Les six AMX-30B2 de plus ont été équipés avec des rouleaux antimines soviétiques fournis par les stocks de la République démocratique allemande, et renommés AMX-30EBD. La Division Daguet a été positionnée à l'ouest des forces de la coalition, pour protéger le flanc gauche du 18e corps aéroporté. Cette disposition a donné aux commandants français une plus grande autonomie et diminué la probabilité de rencontrer des T-72 irakiens, qui étaient supérieurs à la fois aux AMX-10RC et aux AMX-30B2.

Au début de l'offensive terrestre du 24 février 1991, les forces françaises se sont déplacées pour attaquer leur premier objectif, « Objectif Rochambeau », défendu par une brigade de la 45e division d'infanterie irakienne. Un raid par des hélicoptères Gazelle a ouvert la voie à une attaque du 4e régiment de dragons. Démoralisés par les lourds bombardements de la coalition, les défenseurs irakiens se sont rendus rapidement. Le lendemain, le 4e Dragons s'est déplacé vers son objectif suivant, « Chambord », où il a détruit dix chars, trois véhicules de combat d'infanterie, quinze camions et cinq mortiers avec l'aide des avions A-10 de l'United States Air Force, et capturé de nombreux soldats. L'objectif final était la base aérienne As-Salman (« Objectif Blanc »), qui a été signalée prise à 18 h 15, après une attaque sur plusieurs fronts, avec le 4e Dragons attaquant depuis le Sud. En tout, les AMX-30 ont tiré 270 coups de calibre 105 mm.
Les AMX-30 saoudiens sont engagés depuis 2015 en soutien des garde-frontières à la frontière avec le Yémen lors de la guerre du Yémen. Ils y subissent au moins deux pertes en date du 5 octobre 2015.

## Dans la culture populaire

### Cinéma
- Taxi 2, des AMX-30 sont utilisés pour bloquer la sortie du tunnel.

### Télévision
- À vous de jouer Milord, série télévisée d'espionnage ayant pour élément central l’AMX-30.

### Jeux vidéo
- World of Tanks, jeu vidéo. L'AMX-30, dans deux de ses versions est un char jouable de rang IX et X depuis 2015.
- Mercenaries 2 : L'enfer des favelas, jeu vidéo. Sous le nom de « Jaguar », l'AMX-30 est le char principal de l'armée vénézuélienne.
- War Thunder, jeu vidéo. huit versions de l’AMX-30 sont présentes dans le jeu.
  - Le premier l’AMX-30 (dit classique) est un char premium de rang V (classé char moyen de côte de bataille ou BR 8.0). Il était arrivé dans la mise à jour 1.77 « Advancing Storm » en tant que pack de véhicule achetable, avant d'être retiré des ventes et de l'arbre après les ventes du 7e anniversaire. Depuis les ventes du 8e anniversaire, il est réapparu de façon permanente pour maintenant 7 480 Aigles d'or.
  - Le second l’AMX-30 (1972) est un char de rang V (classé : char moyen de BR 8.0). Il est arrivé dans la mise à jour 1.75 « La Résistance ».
  - Le troisième l’AMX-30 S DCA est un char de rang V (classé : char anti-aérien de BR 8.3). Il est arrivé dans la mise à jour 1.75 « La Résistance ».
  - Le quatrième l’AMX-30B2 est un char de rang VI (classé : char moyen de BR 8.7). Il est arrivé dans la mise à jour 1.75 « La Résistance ».
  - Le cinquième l’AMX-30 ACRA pour Anti-Char Rapide Autopropulsé est un char de rang VI (classé : char moyen de BR 8.3, placé dans la branche des chasseurs de char). Il est arrivé dans la mise à jour 1.93 « Shark Attack ».
  - Le sixième l’AMX-30B2 BRENUS est un char de rang VI (classé : char moyen de BR 8.7). Il est arrivé dans la mise à jour 1.77 « Avis de tempête ».
  - Le septième l’AMX-30 SUPER est un char de rang VI et est placé dans l’arbre premium au prix d’achat de 59,99 euros (classé : char moyen de BR 9.3). Il est arrivé dans la mise à jour 1.89 « Imperial Navy ».
  - Le huitième l'AMX-30 Roland 1 est un char de rang VII (classé : char anti-aérien de BR 9.7). Il est arrivé dans la mise à jour 1.89 « Imperial Navy ». Bien qu’il soit directement appelé Roland 1, War Thunder précise qu'il se nomme AMX-30 Roland 1, même si dans le Wiki War Thunder, il n'est pas présent dans la famille des AMX-30.
- Wargame: Red Dragon, présent déjà lors des précédents opus, le char AMX-30 est l'un des principaux chars français.
- Warno, Jeu vidéo successeur de la série des Wargame. L'AMX 30 est présent dans sa version AMX-30B, AMX-30B2, AMX-30B2 BRENUS ainsi que dans sa version Engin blindé du génie.